# 1879
Portal Geschichte | Portal Biografien | Aktuelle Ereignisse | Jahreskalender | Tagesartikel

◄ |
18. Jahrhundert |
19. Jahrhundert
| 20. Jahrhundert | ►

◄ |
1840er |
1850er |
1860er |
1870er
| 1880er | 1890er | 1900er | ►

◄◄ |
◄ |
1875 |
1876 |
1877 |
1878 |
1879
| 1880 | 1881 | 1882 | 1883 | ► | ►►
Staatsoberhäupter · Wahlen · Nekrolog   · Musikjahr   · Sportjahr
| Januar | Januar | Januar | Januar | Januar | Januar | Januar | Januar |
| Kw     | Mo     | Di     | Mi     | Do     | Fr     | Sa     | So     |
| ------ | ------ | ------ | ------ | ------ | ------ | ------ | ------ |
| 1      |        |        | 1      | 2      | 3      | 4      | 5      |
| 2      | 6      | 7      | 8      | 9      | 10     | 11     | 12     |
| 3      | 13     | 14     | 15     | 16     | 17     | 18     | 19     |
| 4      | 20     | 21     | 22     | 23     | 24     | 25     | 26     |
| 5      | 27     | 28     | 29     | 30     | 31     |        |        |

| Februar | Februar | Februar | Februar | Februar | Februar | Februar | Februar |
| Kw      | Mo      | Di      | Mi      | Do      | Fr      | Sa      | So      |
| ------- | ------- | ------- | ------- | ------- | ------- | ------- | ------- |
| 5       |         |         |         |         |         | 1       | 2       |
| 6       | 3       | 4       | 5       | 6       | 7       | 8       | 9       |
| 7       | 10      | 11      | 12      | 13      | 14      | 15      | 16      |
| 8       | 17      | 18      | 19      | 20      | 21      | 22      | 23      |
| 9       | 24      | 25      | 26      | 27      | 28      |         |         |

| März | März | März | März | März | März | März | März |
| Kw   | Mo   | Di   | Mi   | Do   | Fr   | Sa   | So   |
| ---- | ---- | ---- | ---- | ---- | ---- | ---- | ---- |
| 9    |      |      |      |      |      | 1    | 2    |
| 10   | 3    | 4    | 5    | 6    | 7    | 8    | 9    |
| 11   | 10   | 11   | 12   | 13   | 14   | 15   | 16   |
| 12   | 17   | 18   | 19   | 20   | 21   | 22   | 23   |
| 1    | 24   | 25   | 26   | 27   | 28   | 29   | 30   |
| 14   | 31   |      |      |      |      |      |      |

| April | April | April | April | April | April | April | April |
| Kw    | Mo    | Di    | Mi    | Do    | Fr    | Sa    | So    |
| ----- | ----- | ----- | ----- | ----- | ----- | ----- | ----- |
| 14    |       | 1     | 2     | 3     | 4     | 5     | 6     |
| 15    | 7     | 8     | 9     | 10    | 11    | 12    | 13    |
| 16    | 14    | 15    | 16    | 17    | 18    | 19    | 20    |
| 17    | 21    | 22    | 23    | 24    | 25    | 26    | 27    |
| 18    | 28    | 29    | 30    |       |       |       |       |

| Mai | Mai | Mai | Mai | Mai | Mai | Mai | Mai |
| Kw  | Mo  | Di  | Mi  | Do  | Fr  | Sa  | So  |
| --- | --- | --- | --- | --- | --- | --- | --- |
| 18  |     |     |     | 1   | 2   | 3   | 4   |
| 19  | 5   | 6   | 7   | 8   | 9   | 10  | 11  |
| 20  | 12  | 13  | 14  | 15  | 16  | 17  | 18  |
| 21  | 19  | 20  | 21  | 22  | 23  | 24  | 25  |
| 22  | 26  | 27  | 28  | 29  | 30  | 31  |     |

| Juni | Juni | Juni | Juni | Juni | Juni | Juni | Juni |
| Kw   | Mo   | Di   | Mi   | Do   | Fr   | Sa   | So   |
| ---- | ---- | ---- | ---- | ---- | ---- | ---- | ---- |
| 22   |      |      |      |      |      |      | 1    |
| 23   | 2    | 3    | 4    | 5    | 6    | 7    | 8    |
| 24   | 9    | 10   | 11   | 12   | 13   | 14   | 15   |
| 25   | 16   | 17   | 18   | 19   | 20   | 21   | 22   |
| 26   | 23   | 24   | 25   | 26   | 27   | 28   | 29   |
| 27   | 30   |      |      |      |      |      |      |

| Juli | Juli | Juli | Juli | Juli | Juli | Juli | Juli |
| Kw   | Mo   | Di   | Mi   | Do   | Fr   | Sa   | So   |
| ---- | ---- | ---- | ---- | ---- | ---- | ---- | ---- |
| 27   |      | 1    | 2    | 3    | 4    | 5    | 6    |
| 2    | 7    | 8    | 9    | 10   | 11   | 12   | 13   |
| 29   | 14   | 15   | 16   | 17   | 18   | 19   | 20   |
| 30   | 21   | 22   | 23   | 24   | 25   | 26   | 27   |
| 31   | 28   | 29   | 30   | 31   |      |      |      |

| August | August | August | August | August | August | August | August |
| Kw     | Mo     | Di     | Mi     | Do     | Fr     | Sa     | So     |
| ------ | ------ | ------ | ------ | ------ | ------ | ------ | ------ |
| 31     |        |        |        |        | 1      | 2      | 3      |
| 32     | 4      | 5      | 6      | 7      | 8      | 9      | 10     |
| 33     | 11     | 12     | 13     | 14     | 15     | 16     | 17     |
| 34     | 18     | 19     | 20     | 21     | 22     | 23     | 24     |
| 35     | 25     | 26     | 27     | 28     | 29     | 30     | 31     |

| September | September | September | September | September | September | September | September |
| Kw        | Mo        | Di        | Mi        | Do        | Fr        | Sa        | So        |
| --------- | --------- | --------- | --------- | --------- | --------- | --------- | --------- |
| 36        | 1         | 2         | 3         | 4         | 5         | 6         | 7         |
| 37        | 8         | 9         | 10        | 11        | 12        | 13        | 14        |
| 38        | 15        | 16        | 17        | 18        | 19        | 20        | 21        |
| 39        | 22        | 23        | 24        | 25        | 26        | 27        | 28        |
| 40        | 29        | 30        |           |           |           |           |           |

| Oktober | Oktober | Oktober | Oktober | Oktober | Oktober | Oktober | Oktober |
| Kw      | Mo      | Di      | Mi      | Do      | Fr      | Sa      | So      |
| ------- | ------- | ------- | ------- | ------- | ------- | ------- | ------- |
| 40      |         |         | 1       | 2       | 3       | 4       | 5       |
| 41      | 6       | 7       | 8       | 9       | 10      | 11      | 12      |
| 42      | 13      | 14      | 15      | 16      | 17      | 18      | 19      |
| 43      | 20      | 21      | 22      | 23      | 24      | 25      | 26      |
| 44      | 27      | 28      | 29      | 30      | 31      |         |         |

| November | November | November | November | November | November | November | November |
| Kw       | Mo       | Di       | Mi       | Do       | Fr       | Sa       | So       |
| -------- | -------- | -------- | -------- | -------- | -------- | -------- | -------- |
| 44       |          |          |          |          |          | 1        | 2        |
| 45       | 3        | 4        | 5        | 6        | 7        | 8        | 9        |
| 46       | 10       | 11       | 12       | 13       | 14       | 15       | 16       |
| 47       | 17       | 18       | 19       | 20       | 21       | 22       | 23       |
| 48       | 24       | 25       | 26       | 27       | 28       | 29       | 30       |

| Dezember | Dezember | Dezember | Dezember | Dezember | Dezember | Dezember | Dezember |
| Kw       | Mo       | Di       | Mi       | Do       | Fr       | Sa       | So       |
| -------- | -------- | -------- | -------- | -------- | -------- | -------- | -------- |
| 49       | 1        | 2        | 3        | 4        | 5        | 6        | 7        |
| 50       | 8        | 9        | 10       | 11       | 12       | 13       | 14       |
| 51       | 15       | 16       | 17       | 18       | 19       | 20       | 21       |
| 52       | 22       | 23       | 24       | 25       | 26       | 27       | 28       |
| 1        | 29       | 30       | 31       |          |          |          |          |

| Januar | Januar | Januar | Januar | Januar | Januar | Januar | Januar |
| Kw     | Mo     | Di     | Mi     | Do     | Fr     | Sa     | So     |
| ------ | ------ | ------ | ------ | ------ | ------ | ------ | ------ |
| 1      |        |        | 1      | 2      | 3      | 4      | 5      |
| 2      | 6      | 7      | 8      | 9      | 10     | 11     | 12     |
| 3      | 13     | 14     | 15     | 16     | 17     | 18     | 19     |
| 4      | 20     | 21     | 22     | 23     | 24     | 25     | 26     |
| 5      | 27     | 28     | 29     | 30     | 31     |        |        |

| Februar | Februar | Februar | Februar | Februar | Februar | Februar | Februar |
| Kw      | Mo      | Di      | Mi      | Do      | Fr      | Sa      | So      |
| ------- | ------- | ------- | ------- | ------- | ------- | ------- | ------- |
| 5       |         |         |         |         |         | 1       | 2       |
| 6       | 3       | 4       | 5       | 6       | 7       | 8       | 9       |
| 7       | 10      | 11      | 12      | 13      | 14      | 15      | 16      |
| 8       | 17      | 18      | 19      | 20      | 21      | 22      | 23      |
| 9       | 24      | 25      | 26      | 27      | 28      |         |         |

| März | März | März | März | März | März | März | März |
| Kw   | Mo   | Di   | Mi   | Do   | Fr   | Sa   | So   |
| ---- | ---- | ---- | ---- | ---- | ---- | ---- | ---- |
| 9    |      |      |      |      |      | 1    | 2    |
| 10   | 3    | 4    | 5    | 6    | 7    | 8    | 9    |
| 11   | 10   | 11   | 12   | 13   | 14   | 15   | 16   |
| 12   | 17   | 18   | 19   | 20   | 21   | 22   | 23   |
| 1    | 24   | 25   | 26   | 27   | 28   | 29   | 30   |
| 14   | 31   |      |      |      |      |      |      |

| April | April | April | April | April | April | April | April |
| Kw    | Mo    | Di    | Mi    | Do    | Fr    | Sa    | So    |
| ----- | ----- | ----- | ----- | ----- | ----- | ----- | ----- |
| 14    |       | 1     | 2     | 3     | 4     | 5     | 6     |
| 15    | 7     | 8     | 9     | 10    | 11    | 12    | 13    |
| 16    | 14    | 15    | 16    | 17    | 18    | 19    | 20    |
| 17    | 21    | 22    | 23    | 24    | 25    | 26    | 27    |
| 18    | 28    | 29    | 30    |       |       |       |       |

| Mai | Mai | Mai | Mai | Mai | Mai | Mai | Mai |
| Kw  | Mo  | Di  | Mi  | Do  | Fr  | Sa  | So  |
| --- | --- | --- | --- | --- | --- | --- | --- |
| 18  |     |     |     | 1   | 2   | 3   | 4   |
| 19  | 5   | 6   | 7   | 8   | 9   | 10  | 11  |
| 20  | 12  | 13  | 14  | 15  | 16  | 17  | 18  |
| 21  | 19  | 20  | 21  | 22  | 23  | 24  | 25  |
| 22  | 26  | 27  | 28  | 29  | 30  | 31  |     |

| Juni | Juni | Juni | Juni | Juni | Juni | Juni | Juni |
| Kw   | Mo   | Di   | Mi   | Do   | Fr   | Sa   | So   |
| ---- | ---- | ---- | ---- | ---- | ---- | ---- | ---- |
| 22   |      |      |      |      |      |      | 1    |
| 23   | 2    | 3    | 4    | 5    | 6    | 7    | 8    |
| 24   | 9    | 10   | 11   | 12   | 13   | 14   | 15   |
| 25   | 16   | 17   | 18   | 19   | 20   | 21   | 22   |
| 26   | 23   | 24   | 25   | 26   | 27   | 28   | 29   |
| 27   | 30   |      |      |      |      |      |      |

| Juli | Juli | Juli | Juli | Juli | Juli | Juli | Juli |
| Kw   | Mo   | Di   | Mi   | Do   | Fr   | Sa   | So   |
| ---- | ---- | ---- | ---- | ---- | ---- | ---- | ---- |
| 27   |      | 1    | 2    | 3    | 4    | 5    | 6    |
| 2    | 7    | 8    | 9    | 10   | 11   | 12   | 13   |
| 29   | 14   | 15   | 16   | 17   | 18   | 19   | 20   |
| 30   | 21   | 22   | 23   | 24   | 25   | 26   | 27   |
| 31   | 28   | 29   | 30   | 31   |      |      |      |

| August | August | August | August | August | August | August | August |
| Kw     | Mo     | Di     | Mi     | Do     | Fr     | Sa     | So     |
| ------ | ------ | ------ | ------ | ------ | ------ | ------ | ------ |
| 31     |        |        |        |        | 1      | 2      | 3      |
| 32     | 4      | 5      | 6      | 7      | 8      | 9      | 10     |
| 33     | 11     | 12     | 13     | 14     | 15     | 16     | 17     |
| 34     | 18     | 19     | 20     | 21     | 22     | 23     | 24     |
| 35     | 25     | 26     | 27     | 28     | 29     | 30     | 31     |

| September | September | September | September | September | September | September | September |
| Kw        | Mo        | Di        | Mi        | Do        | Fr        | Sa        | So        |
| --------- | --------- | --------- | --------- | --------- | --------- | --------- | --------- |
| 36        | 1         | 2         | 3         | 4         | 5         | 6         | 7         |
| 37        | 8         | 9         | 10        | 11        | 12        | 13        | 14        |
| 38        | 15        | 16        | 17        | 18        | 19        | 20        | 21        |
| 39        | 22        | 23        | 24        | 25        | 26        | 27        | 28        |
| 40        | 29        | 30        |           |           |           |           |           |

| Oktober | Oktober | Oktober | Oktober | Oktober | Oktober | Oktober | Oktober |
| Kw      | Mo      | Di      | Mi      | Do      | Fr      | Sa      | So      |
| ------- | ------- | ------- | ------- | ------- | ------- | ------- | ------- |
| 40      |         |         | 1       | 2       | 3       | 4       | 5       |
| 41      | 6       | 7       | 8       | 9       | 10      | 11      | 12      |
| 42      | 13      | 14      | 15      | 16      | 17      | 18      | 19      |
| 43      | 20      | 21      | 22      | 23      | 24      | 25      | 26      |
| 44      | 27      | 28      | 29      | 30      | 31      |         |         |

| November | November | November | November | November | November | November | November |
| Kw       | Mo       | Di       | Mi       | Do       | Fr       | Sa       | So       |
| -------- | -------- | -------- | -------- | -------- | -------- | -------- | -------- |
| 44       |          |          |          |          |          | 1        | 2        |
| 45       | 3        | 4        | 5        | 6        | 7        | 8        | 9        |
| 46       | 10       | 11       | 12       | 13       | 14       | 15       | 16       |
| 47       | 17       | 18       | 19       | 20       | 21       | 22       | 23       |
| 48       | 24       | 25       | 26       | 27       | 28       | 29       | 30       |

| Dezember | Dezember | Dezember | Dezember | Dezember | Dezember | Dezember | Dezember |
| Kw       | Mo       | Di       | Mi       | Do       | Fr       | Sa       | So       |
| -------- | -------- | -------- | -------- | -------- | -------- | -------- | -------- |
| 49       | 1        | 2        | 3        | 4        | 5        | 6        | 7        |
| 50       | 8        | 9        | 10       | 11       | 12       | 13       | 14       |
| 51       | 15       | 16       | 17       | 18       | 19       | 20       | 21       |
| 52       | 22       | 23       | 24       | 25       | 26       | 27       | 28       |
| 1        | 29       | 30       | 31       |          |          |          |          |

## Ereignisse

### Politik und Weltgeschehen

#### Russland/Deutsches Reich/Österreich-Ungarn
- 14. April: Der der Narodnaja Wolja zugehörige Alexander Konstantinowitsch Solowjow verübt ein Schussattentat auf den russischen Kaiser Alexander II., ohne diesen jedoch zu verletzen. Er wird am 9. Juni hingerichtet.
- 15. August: Aus Verärgerung über die Ereignisse und Ergebnisse des Berliner Kongresses im Vorjahr schreibt Zar Alexander II. von Russland den Ohrfeigenbrief an seinen Onkel, den Deutschen Kaiser Wilhelm I., in dem er sich über Otto von Bismarck beklagt.
- 1. Oktober: Die in Kraft tretenden Reichsjustizgesetze bewirken eine Rechtsvereinheitlichung auf dem Gebiet des Verfahrensrechts der ordentlichen Gerichtsbarkeit in Deutschland.

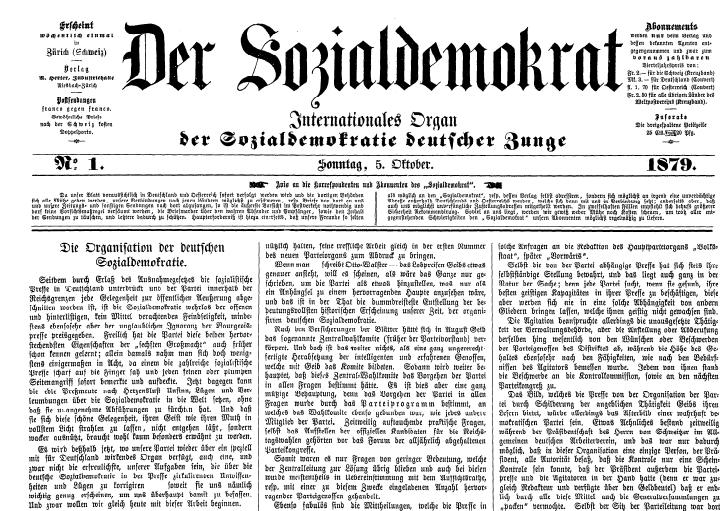
Erstausgabe der Zeitung Der Sozialdemokrat, die nach der Freiheit ab 1880 zum Hauptorgan der Exilsozialdemokratie wurde

- 5. Oktober: In der Zeit der Sozialistengesetze erscheint erstmals die Exilzeitung Der Sozialdemokrat.
- 7. Oktober: Das Deutsche Reich und Österreich-Ungarn schließen den Zweibund, ein vorläufig geheimes Defensivbündnis.
- 1. Dezember: Bei Moskau wird erfolglos versucht, den kaiserlichen Zug mit Zar Alexander II. an Bord mit Dynamit in die Luft zu sprengen.

#### Fürstentum Bulgarien

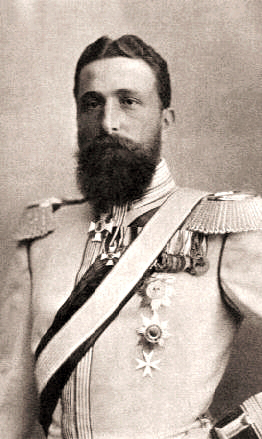
Alexander I.

- 28. April: Die Nationalversammlung des im Jahr zuvor vom Osmanischen Reich unabhängig gewordenen Fürstentums Bulgarien verabschiedet die Verfassung von Tarnowo. Am folgenden Tag wählt sie mit Billigung der Großmächte Alexander I. aus dem Hause Battenberg zum Herrscher über das Fürstentum. Er hält am 8. Juli in Tarnowo seinen Einzug und leistet den Eid auf die neue Verfassung, schlägt aber seine Residenz in Sofia auf.

#### Schweiz
- 1. Januar: Bernhard Hammer wird Bundespräsident der Schweiz.
- 18. Mai: In der Schweiz wird durch eine Volksabstimmung das Verbot der Todesstrafe in der Bundesverfassung wieder aufgehoben.
- 19. Juli: Der Schweizer Bauingenieur Louis Favre, der Architekt des Gotthardbahntunnels, stirbt bei einer Besichtigung seines im Bau befindlichen Tunnels.

#### Weitere Ereignisse in Europa
- 2. Mai: Pablo Iglesias Posse gründet die spanische sozialistische Arbeiterpartei Partido Socialista del Trabajo.
- 24. November: William Ewart Gladstone startet die Midlothian-Kampagne für die Britische Unterhauswahl 1880. Vom liberalen Oberhausmitglied Earl of Rosebery unter großem Aufwand als Medienevent nach US-amerikanischem Vorbild organisiert, gilt die Midlothian-Kampagne als Meilenstein und als die erste moderne Wahlkampagne in der politischen Geschichte des Vereinigten Königreichs.

#### Afrika

##### Zulukrieg in Südafrika
- 11. Januar: Britische Truppen unter Frederic Thesiger, 2. Baron Chelmsford dringen nach Ablauf eines Ultimatums an die Zulu im Königreich Zululand unter König Cetshwayo ein.

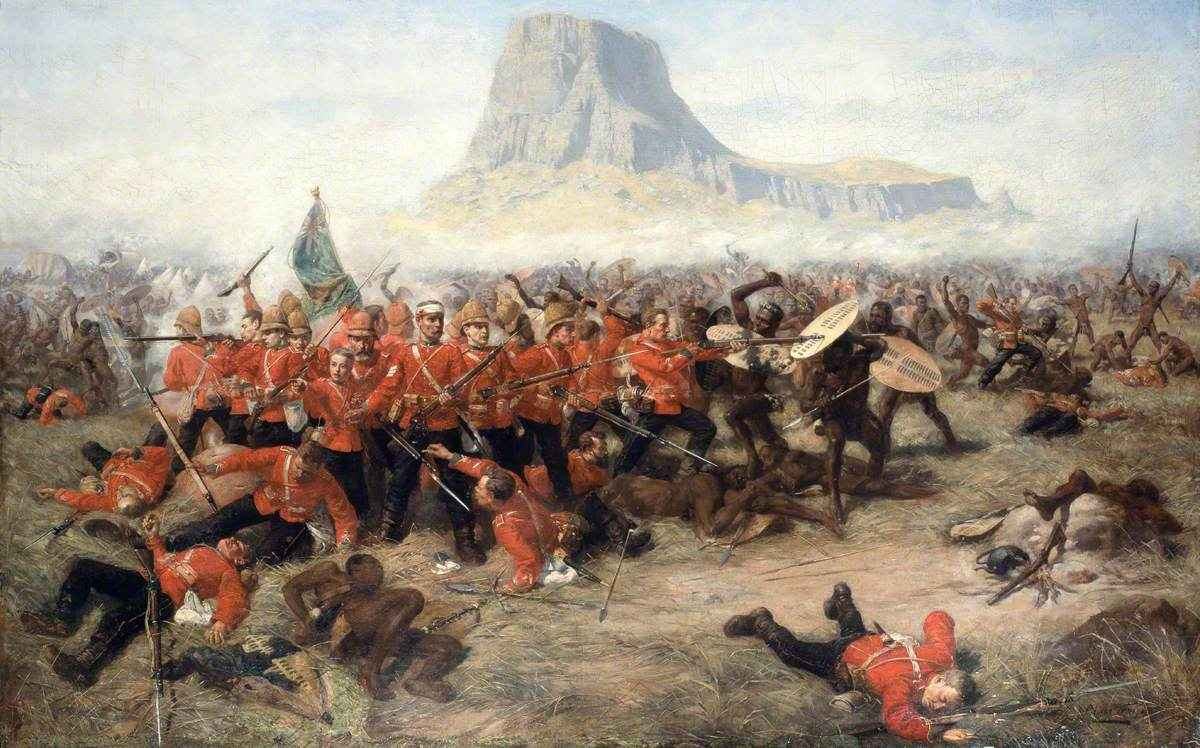
Schlacht bei Isandhlwana, Charles Fripp

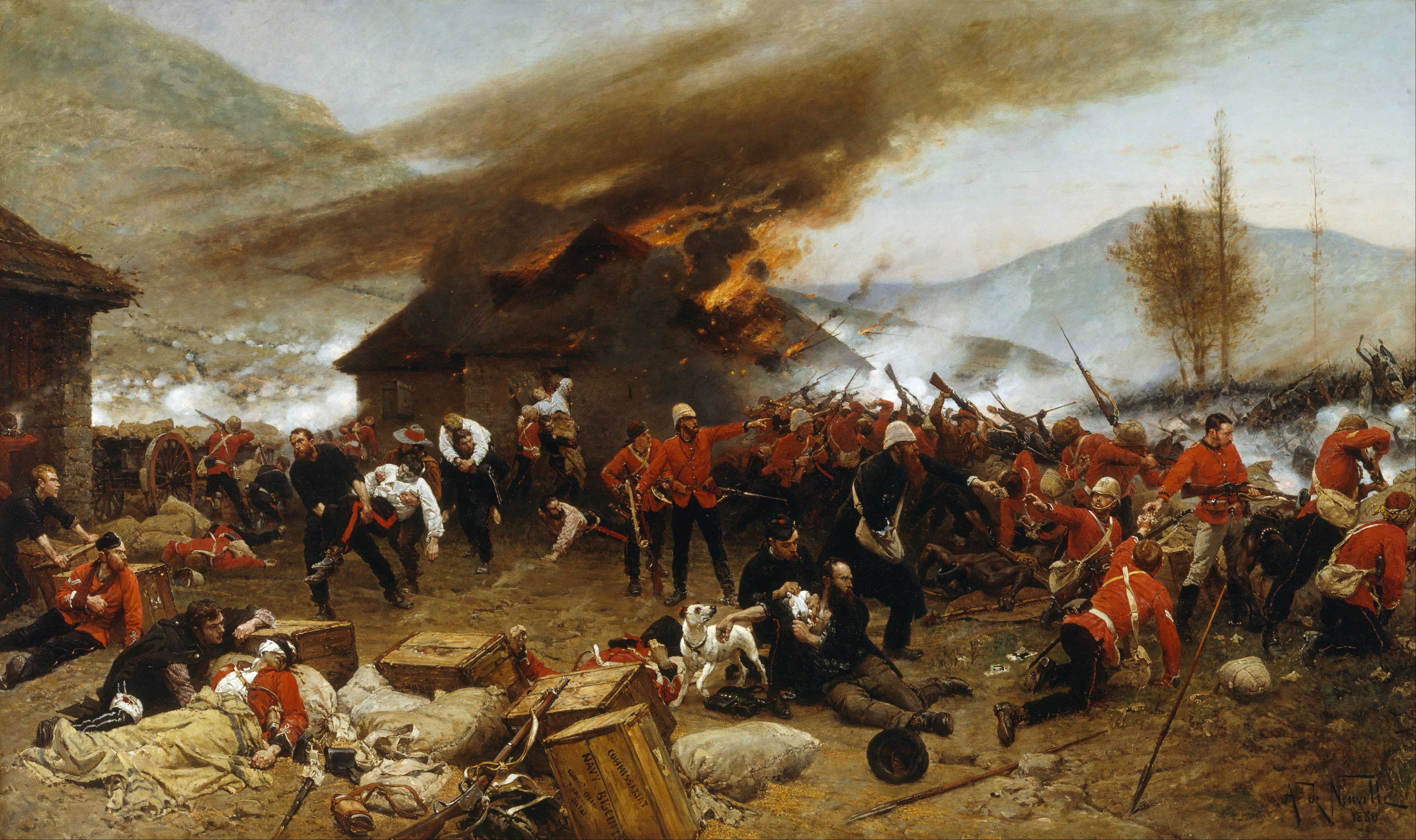
Die Verteidigung von Rorke’s Drift, Alphonse de Neuville

- 22. Januar: In der Schlacht bei Isandhlwana erleiden die Briten eine katastrophale Niederlage gegen 20.000 Zulu unter Häuptling Ntshingwayo Khoza. Am gleichen Tag halten bei Rorke’s Drift 145 Briten dem Angriff von ungefähr 4.000 Zulukriegern stand.
- 12. März: In der Schlacht am Fluss Ntombe erleidet ein Detachement der britischen Armee, das einen Nachschubkonvoi begleitet, eine Niederlage gegen eine vom Swasi-Prinzen Mbilini waMswati angeführte Streitmacht von Irregulären des Zulukönigreichs.
- 28. März: Die Zulu siegen in der Schlacht von Hlobane.
- 29. März: 2.000 Briten unter Evelyn Henry Wood besiegen die 20.000 Mann starke Armee von Ntshingwayo Khoza in der Schlacht von Kambula.
- 1. Juni: In Südafrika wird der freiwillig auf britischer Seite am Zulukrieg teilnehmende Napoléon Eugène Louis Bonaparte, der einzige Sohn des französischen Kaisers Napoleon III., von Zulukriegern bei der Flucht zu Fuß überwältigt und durch Assegai-Stiche getötet.
- 4. Juli: In der Schlacht bei Ulundi vernichten die Briten die Armee der Zulu und beenden damit den Zulukrieg.
- Am 17. August unterwerfen sich die Häuptlinge der Küstenregion den Briten, die meisten Häuptlinge des Nordens folgen ihnen Ende August.
- 28. August: Cetshwayo wird von einer britischen Patrouille gefangen genommen und nach Kapstadt gebracht. Der verbliebene Widerstand der Zulu bricht daraufhin zusammen.
- 1. September: Zululand wird in 13 eigenständige Distrikte oder Königreiche (chiefdoms) unter einem britischen Residenten aufgeteilt.

##### Sonstige Ereignisse
- 30. Juni: Der vom Sultan wegen Verschwendung abgesetzte Khedive Ismail Pascha verlässt Kairo.

#### Asien

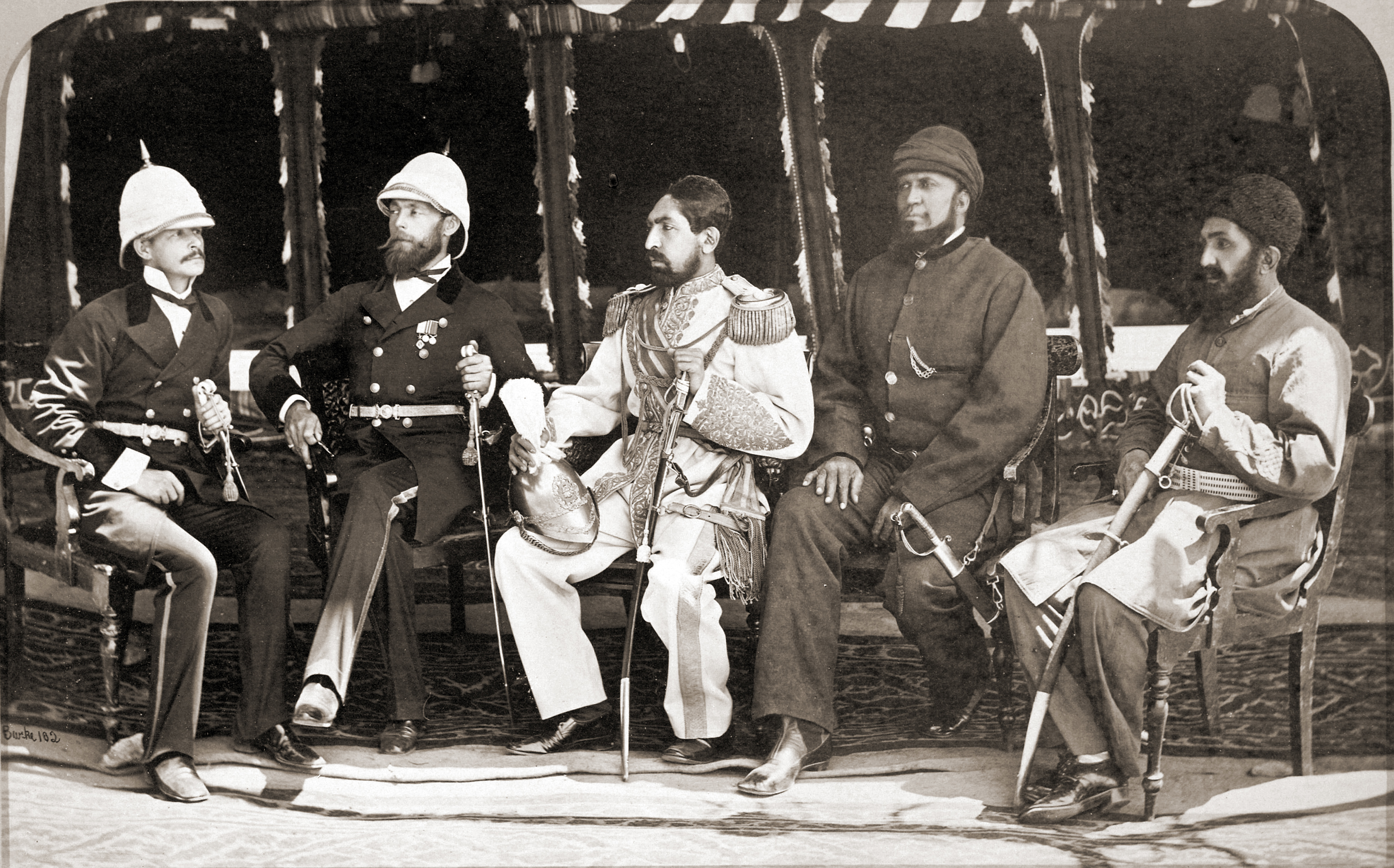
Mohammed Yakub Khan (Mitte) und Louis Cavagnari (2 v.l.) (1879)

- 26. Mai: Der Vertrag von Gandamak wird zwischen Großbritannien und Afghanistan geschlossen und beendet die erste Phase des Zweiten Anglo-Afghanischen Kriegs.
- 3. September: Louis Cavagnari, britischer Gesandter in Kabul, wird von Afghanen ermordet.

#### Vereinigte Staaten von Amerika
- Sozialer Wohnungsbau in New York City: Der Tenement House Act of 1879 verpflichtete Bauherren dazu, die Schlafzimmer aller neugebauten Mietshäuser mit einem Fenster auszustatten.

#### Salpeterkrieg in Lateinamerika

Die Grenzen der am Salpeterkrieg beteiligten Nationen vor (Farben) und nach dem Krieg (schwarze Linien)

- 14. Februar: Chile besetzt die bolivianische Hafenstadt Antofagasta.
- 1. März: Bolivien erklärt Chile den Krieg. Der Salpeterkrieg beginnt.
- 27. März: Im Salpeterkrieg erobert Chile die Stadt Cobija und schneidet seither Bolivien vom Zugang zum Pazifik ab.
- 5. April: Nachdem sich Peru geweigert hat, eine Neutralitätserklärung abzugeben, erklärt Chile Peru den Krieg.

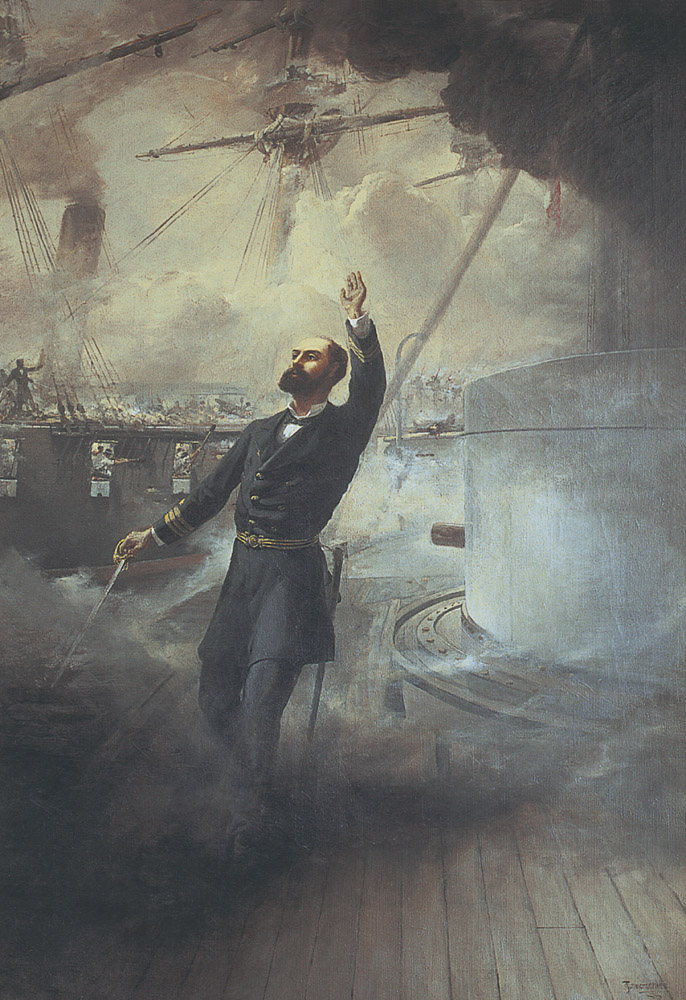
Tod des chilenischen Seehelden Arturo Prat bei Iquique

- 21. Mai: Die Seegefechte von Iquique und von Punta Gruesa enden mit einem Sieg der peruanischen Flotte unter Miguel Grau Seminario über Chile unter Arturo Prat, der in der Schlacht fällt. Damit kann Peru die Belagerung von Iquique durch Chile beenden. Doch bleibt Peru nach der Schlacht mit der Huáscar nur noch ein größeres Kriegsschiff, was letztlich die Voraussetzungen für die Seeherrschaft Chiles im Südpazifik schafft.
- 8. Oktober: Im Seegefecht von Angamos gelingt es der chilenischen Marine, das peruanische Panzerschiff Huáscar zu entern und damit die Seeherrschaft vor der Pazifikküste zu erlangen.
- 2. November: Die peruanische Stadt Pisagua, ein Hauptausfuhrhafen für Salpeter, wird von den Truppen Chiles erobert.
- 19. November: Chiles Truppen besiegen bei Dolores die vereinte peruanisch-bolivianische Armee.

### Wirtschaft

#### Weltausstellung
- 17. September: Die Sydney International Exhibition beginnt.

#### Patente
- 18. Februar: George W. McGill erhält in den USA ein Patent für ein Einzel-Heftklammer-Gerät, das er aus seiner Jahre zuvor erfundenen Heftklammer-Presse weiterentwickelt hat.
- 4. November: James Ritty, ein Saloonbesitzer aus Dayton, Ohio, meldet die von ihm erfundene Registrierkasse zum Patent an.

#### Unternehmensgründungen
- 22. Februar: Der Kaufmann Winfield Woolworth macht sich selbständig und eröffnet in Utica (New York) seinen ersten Fünf-Cent-Store, dessen Geschäftskonzept bald eine Ladenkette entstehen lässt.
- 9. März: Eine Gruppe von 25 kleinen Gewerbetreibenden und Händlern gründet in Mainz den ersten Verein Creditreform, damals noch unter dem Namen „Verein Barzahlung Mainz“.
- 21. Juni: Carl von Linde gründet zusammen mit anderen Unternehmern die Gesellschaft für Lindes Eismaschinen in Wiesbaden.
- Johann Jacob Heinrich Bahr gründet in Bramfeld eine Stellmacherei, aus der sich unter der Leitung seines Sohnes der Baumarkt Max Bahr entwickelt.
- Philipp Rosenthal gründet die Porzellanmalerei Rosenthal als Familienunternehmen.
- Die Österreichische Alpenzeitung erscheint mit ihrer Erstausgabe.

#### Sonstiges
- 14. Mai: Erlass des ersten Nahrungsmittelgesetzes in Deutschland
- 12. Juli: Um der Wirtschaft zu helfen, beschließt der Reichstag des deutschen Kaiserreichs die Einführung von Schutzzöllen.
- 14. Juli: Das Reichsschatzamt in Berlin wird gegründet.

### Wissenschaft und Technik
- 27. Februar: Über die Entdeckung des Süßstoffs Saccharin informieren in Baltimore die Professoren Constantin Fahlberg und Ira Remsen von der Johns Hopkins University.

- 1. März: An seinem Haus installiert der Ingenieur Werner Siemens zum Zwecke der Straßenbeleuchtung eine von ihm entwickelte Kohlebogenlampe. Die Stadt Berlin stattet kurz darauf weltweit erstmals einen Straßenzug mit dieser elektrischen Lichtquelle aus.
- 9. Mai: Der Dresdner Arzt Maximilian Nitze stellt das erste Urethrozystoskop vor, ein Gerät zur Harnröhren- und Blasenspiegelung.
- 28. Mai: Die erste Ölpipeline der Geschichte, die sog. Tidewater-Pipeline, wird durch die Tidewater Company unter Führung von Byron Benson in Betrieb genommen.
- 31. Mai: Die erste brauchbare Elektrolokomotive (Siemens & Halske) fährt auf der Berliner Gewerbeausstellung.
- 19. Juli: Dem Polarforscher Adolf Erik Nordenskiöld gelingt die Durchfahrt durch die Nordostpassage.
- 21. Juli: Im Schweizer Kanton Bern wird die Giessbachbahn als erste nur dem Freizeittourismus dienende Standseilbahn in Europa in Betrieb genommen. Die Wasserballastbahn transportiert Gäste vom Brienzersee zum höher gelegenen Grandhotel.
- 24. Juli: Der französische Astronom Édouard Jean-Marie Stephan entdeckt die später als NGC 6745 bezeichnete Galaxie im Sternbild Leier.
- 10. Oktober: Édouard Jean-Marie Stephan findet im Sternbild Andromeda die Galaxie NGC 228.
- 13. Oktober: Édouard Jean-Marie Stephan wird im Sternbild Fische der Galaxie NGC 282 gewahr.
- 21. Oktober: Thomas A. Edison bringt zum ersten Mal eine Glühbirne dauerhaft zum Leuchten.
- Dezember: Der Schweizer Chocolatier Rodolphe Lindt erfindet die Conchiermaschine, die Konsistenz und Aroma der Schokolade verbessert.
- In Leipzig wird das weltweit erste Institut für Psychologie gegründet (Wilhelm Wundt).
- Josef Stefan formuliert nach experimentellen Beobachtungen das Gesetz über die gesamte Strahlungsleistung (später von Boltzmann theoretisch begründet, Stefan-Boltzmann-Gesetz).
- Entdeckung des Hall-Effekts durch Edwin Hall
- Der Amerikaner Lester Allan Pelton entwickelt die nach ihm benannte Pelton-Turbine (Patent 1880).
- Der Jenaer Mathematiker und Philosoph Gottlob Frege veröffentlicht seine Begriffsschrift, das bahnbrechende Werk der modernen Logik.

### Kultur
Der US-amerikanische Ökonom Henry George verwendet in seinem Werk Progress and Poverty erstmals das Bild von der Erde als einem Schiff im Weltraum.

#### Musik und Theater
- 11. Januar: Uraufführung der Oper Hero und Leander von Giovanni Bottesini am Teatro Regio in Turin
- 1. Februar: Die Uraufführung der Operette Boccaccio von Franz von Suppè, das erfolgreichste Bühnenstück des Komponisten, findet am Carltheater in Wien statt. Das Libretto stammt von Camillo Walzel und Richard Genée.
- 28. März: Uraufführung der Oper Iwein von August Klughardt in Neustrelitz
- 29. März: Die Oper Eugen Onegin von Pjotr Iljitsch Tschaikowski wird durch Schüler des Moskauer Konservatoriums unter der Leitung von Nikolai Rubinstein am Moskauer Maly-Theater uraufgeführt. Sie basiert auf dem gleichnamigen Versroman Eugen Onegin von Alexander Puschkin.
- Juni: Die 5. Orgelsinfonie von Charles-Marie Widor wird veröffentlicht.
- 10. Juli: Rudolf Baumbachs Studentenlied Schwört bei dieser blanken Wehre, die spätere Hymne der Deutschen Burschenschaft, gewinnt in Wien ein Preisausschreiben für österreichische Studentenlieder.
- 23. August: Mit der Landung des portugiesischen Musikers Joao Fernandez auf Honolulu beginnt die Entwicklung der hawaiischen Ukulele aus der in Madeira beheimateten Braguinha.
- 31. Oktober: Die Uraufführung der Operette Gräfin Dubarry von Karl Millöcker findet am Theater an der Wien in Wien statt. Das Libretto stammt von F. Zell und Richard Genée.
- 21. Dezember: Am Det Kongelige Teater in Kopenhagen wird das Drama Nora oder Ein Puppenheim von Henrik Ibsen uraufgeführt. Aus Rücksicht auf die zeitgenössische Sicht der Institution der Ehe bleibt Nora in dieser Aufführung am Ende bei ihrem Mann. Die erste Aufführung mit Ibsens originalem Schluss erfolgt erst 1880 in München.

#### Sonstiges
- 3. November: Bei Ausgrabungen in Olympia wird das Fragment des zur Statue der Nike des Paionios gehörenden Kopfes gefunden. Die Statue entstand um das Jahr 420 v. Chr.
- 5. November: Die sozialdemokratische Satirezeitschrift Der wahre Jacob erscheint mit ihrer Erstausgabe in Hamburg.
- In den Gärten der Villa Farnesina wird bei Bauarbeiten die Casa della Farnesina wiederentdeckt.
- Gründung des Saint Louis Art Museums
- Gründung des Walker Art Centers

### Gesellschaft
- 19. Januar: Anna Bates wird in Seville (Ohio) vom schwersten bekannten Neugeborenen entbunden. Ihr Kind ist 10,6 Kilogramm schwer und 76 cm groß. Es stirbt elf Stunden später.

### Religion
- 1. Juli: Charles Taze Russells religiöse Zeitschrift Zion’s Watch Tower and Herald of Christ’s Presence erscheint mit der Erstausgabe in den Vereinigten Staaten. Das Magazin wird auf Deutsch unter dem derzeitigen Titel Der Wachtturm verkündigt Jehovas Königreich herausgegeben.
- 21. August: Aus dem irischen Ort Knock (County Mayo) wird eine Marienerscheinung berichtet. Die Jungfrau Maria, begleitet von ihrem Mann Josef von Nazaret und dem Evangelisten Johannes, wird von etwa 20 bis 22 Uhr von fünfzehn Personen am Südgiebel der Kirche beobachtet.

### Katastrophen
- 2. Dezember: Auf dem Nordatlantik geht das britische Passagierschiff Borussia unter, nachdem ein Sturm ein Leck im Rumpf verursacht hat. 169 Menschen sterben.
- 28. Dezember: Der Einsturz der Firth-of-Tay-Brücke während eines Sturms kostet 75 Menschen das Leben. Theodor Fontane verarbeitet das Unglück später in seinem Werk Die Brück’ am Tay.

Kleinere Unglücksfälle sind in den Unterartikeln von Katastrophe und in der Liste von Katastrophen aufgeführt.

### Sport
- 19. April: Der FC St. Gallen, der älteste noch bestehende Fußballverein in Kontinentaleuropa, wird gegründet.
- 20. September: Der älteste irische Fußballverein Cliftonville FC entsteht in Belfast, als in der Lokalzeitung ein Geschäftsmann Interessenten für den Cliftonville Association Football Club sucht.
- Der Norweger Olaf Haugann erreicht beim Skispringen auf dem Husebybakken in Kristiania (Oslo), die Weltrekordweite von 20 Metern.

## Geboren

### Januar

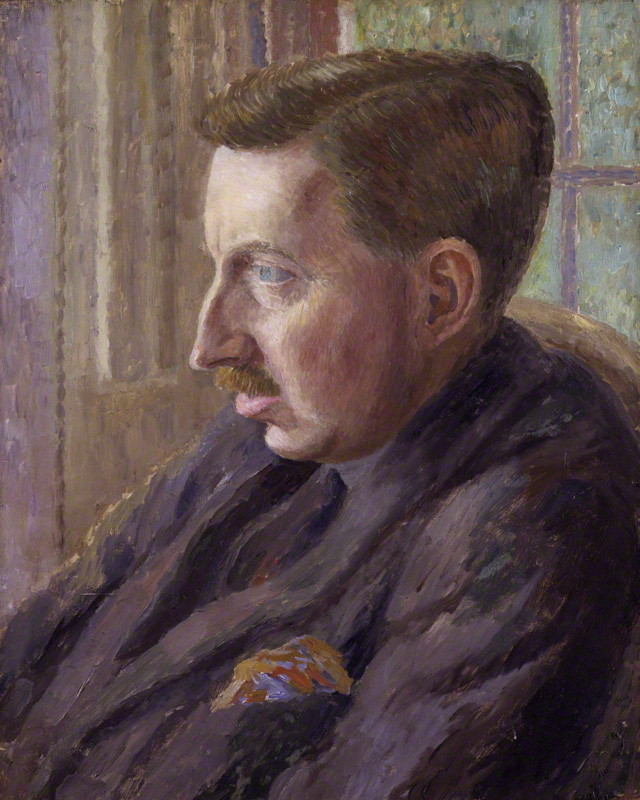
Porträt E. M. Forster, 1924/25

- 01. Januar: E. M. Forster, englischer Erzähler († 1970)
- 01. Januar: William Fox, US-amerikanischer Filmproduzent († 1952)
- 01. Januar: Ernest Jones, britischer Psychoanalytiker († 1958)
- 03. Januar: Lina Abarbanell, deutsche Sopranistin und Schauspielerin († 1963)
- 03. Januar: Ida Wüst, deutsche Schauspielerin († 1958)
- 05. Januar: Viktor Mäulen, deutscher Fußballspieler und -funktionär († 1956)
- 05. Januar: Jack Norworth, US-amerikanischer Lyriker, Komponist und Produzent († 1959)
- 06. Januar: Émile Argand, schweizerischer Geologe und Mineraloge († 1940)
- 08. Januar: Emory S. Land, US-amerikanischer Offizier(† 1971)
- 08. Januar: Samuel Shaw Ulysses Arentz, US-amerikanischer Politiker († 1934)
- 11. Januar: Ernst Jencquel, deutscher Ruderer († 1939)
- 12. Januar: Paul Guthnick, deutscher Astronom († 1947)
- 12. Januar: Ray Harroun, US-amerikanischer Automobilrennfahrer († 1968)
- 12. Januar: Franklin Elmore Kennamer, US-amerikanischer Jurist und Politiker († 1960)
- 14. Januar: Hans Nadler, deutscher Maler († 1958)
- 14. Januar: Hans Nordmann, deutscher Eisenbahn-Ingenieur († 1957)
- 15. Januar: Benedikt Kreutz, Präsident des Deutschen Caritasverbandes (DCV) († 1949)
- 17. Januar: Maximilian Bader, deutscher Orgelbauer († 1955)
- 17. Januar: Burt McKinnie, US-amerikanischer Golfer († 1946)
- 17. Januar: Richard Gavin Reid, kanadischer Politiker († 1980)
- 18. Januar: Henri Giraud, französischer General († 1949)
- 18. Januar: Walter Kaesbach, deutscher Kunsthistoriker († 1961)
- 18. Januar: Ikai Tane, japanische Supercentenarian († 1995)
- 19. Januar: Guido Fubini, italienischer Mathematiker († 1943)
- 20. Januar: Walther Ahlhorn, deutscher Jurist († 1961)
- 20. Januar: Clifford Hugh Douglas, britischer Wirtschaftstheoretiker, Ingenieur († 1952)
- 20. Januar: Ruth St. Denis, US-amerikanische Tänzerin, Choreographin und Pädagogin († 1968)
- 20. Januar: Wilhelm Burkamp, deutscher Philosoph († 1939)
- 20. Januar: Walter W. Bacon, US-amerikanischer Politiker († 1962)
- 22. Januar: Francis Picabia, kubanischer Schriftsteller, Maler, Grafiker († 1953)
- 23. Januar: Walther Bauersfeld, deutscher Ingenieur und Physiker († 1959)
- 23. Januar: Harry A. Pollard, US-amerikanischer Schauspieler und Regisseur († 1934)
- 24. Januar: Stanislaw Ljudkewitsch, russischer Komponist († 1979)
- 28. Januar: Julia Bell, englische Humangenetikerin († 1979)
- 29. Januar: Louis Prével, französischer Ruderer († 1964)

### Februar
- 01. Februar: Henri Chrétien, französischer Astronom und Erfinder. († 1956)
- 03. Februar: Bruno Doehring, deutscher Theologe († 1961)
- 03. Februar: Harry Fuld, deutscher Industrieller († 1932)
- 04. Februar: Jacques Copeau, französischer Dramatiker, Schauspieler und Theaterleiter († 1949)
- 06. Februar: Pedro Aguirre Cerda, chilenischer Politiker († 1941)
- 06. Februar: Neville Bulwer-Lytton, 3. Earl of Lytton, britischer Offizier, Sportler und Maler († 1951)
- 06. Februar: Edwin Samuel Montagu, britischer Politiker († 1924)
- 06. Februar: Carl Ramsauer, deutscher Physiker († 1955)
- 08. Februar: Glover Morrill Allen, US-amerikanischer Zoologe und Ornithologe († 1942)
- 09. Februar: Natanael Berg, schwedischer Komponist († 1957)
- 10. Februar: Gottlob Schrenk, deutscher evangelischer Geistlicher und Hochschullehrer († 1965)

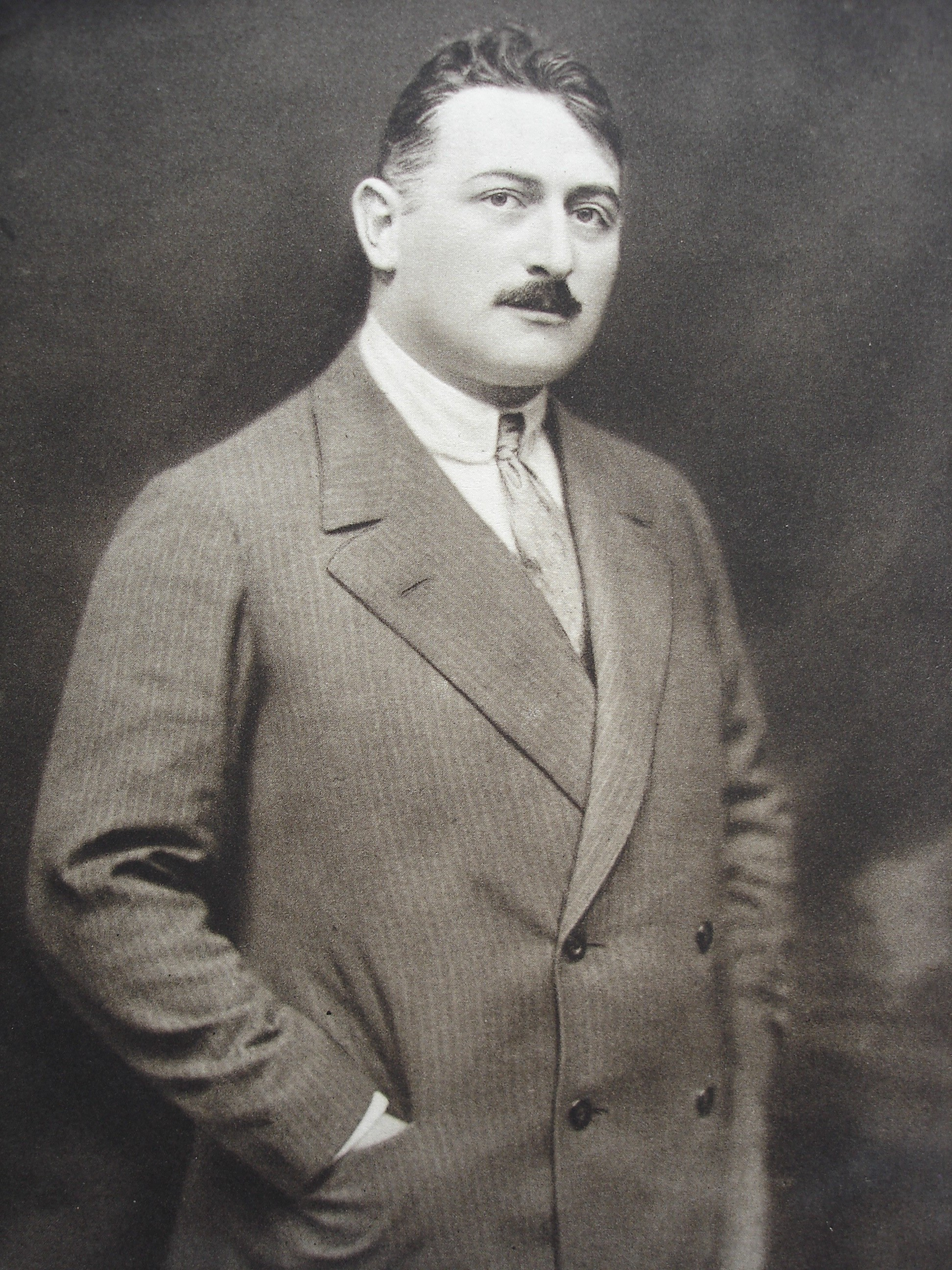
Jean Gilbert, 1913

- 11. Februar: Jean Gilbert, deutscher Komponist († 1942)
- 11. Februar: Fritz Nicolai, deutscher Wasserspringer († 1946)
- 12. Februar: Urban Gad, dänischer Drehbuchautor und Regisseur († 1947)
- 12. Februar: George McGill, US-amerikanischer Politiker († 1963)
- 12. Februar: Juan Esteban Montero Rodríguez, chilenischer Politiker († 1948)
- 12. Februar: Helena Roerich, russische Schriftstellerin († 1955)
- 12. Februar: José Luis Sánchez Besa, chilenischer Luftfahrtpionier († 1955)
- 14. Februar: Frederick Philip Grove, deutsch-kanadischer Schriftsteller und Übersetzer († 1948)
- 15. Februar: Hermann Burte, deutscher Dichter und Maler († 1960)
- 15. Februar: Friedrich Franz zu Hohenlohe-Waldenburg-Schillingsfürst, Prinz von Hohenlohe-Waldenburg-Schillingsfürst († 1958)
- 16. Februar: Josef Andre, deutscher Politiker († 1950)
- 19. Februar: Luigj Gurakuqi, albanischer Schriftsteller und Politiker († 1925)
- 22. Februar: Johannes Nicolaus Brønsted, dänischer Chemiker und Künstler († 1947)
- 22. Februar: Ernest Read, englischer Komponist und Musikpädagoge († 1965)
- 23. Februar: Agnes Arber, englische Botanikerin († 1960)
- 23. Februar: Kasimir Malewitsch, ukrainischer Maler der „futuristischen“ Malerei († 1935)
- 23. Februar: Gustav Oelsner, deutscher Architekt und Stadtplaner († 1956)
- 25. Februar: Otakar Ostrčil, tschechischer Komponist († 1935)
- 26. Februar: Frank Bridge, englischer Komponist († 1941)
- 27. Februar: Wilhelm von Arnim-Lützlow, deutscher Autor († 1943)
- 27. Februar: Mads Nielsen, dänischer Schriftsteller († 1958)

### März
- 01. März: Robert Daniel Carmichael, US-amerikanischer Mathematiker († 1967)
- 01. März: Aleksandar Stambolijski, bulgarischer Politiker († 1923)
- 02. März: Johann Viktor Bredt, deutscher Staatsrechtler und Politiker († 1940)
- 02. März: William Wallace Gilchrist, US-amerikanischer Maler († 1926)
- 02. März: Hans Hoppeler, Schweizer Mediziner und Politiker († 1945)
- 02. März: John Rochaix, Schweizer Agrarwissenschaftler und Politiker († 1955)
- 04. März: Bernhard Kellermann, deutscher Schriftsteller († 1951)
- 04. März: Josip Murn, slowenischer Lyriker († 1901)
- 04. März: Otto Pannenbecker, deutscher Politiker († 1956)
- 05. März: William Henry Beveridge, englischer Ökonom († 1963)
- 06. März: Gerhard Bock, deutscher Sportschütze († 1945)
- 06. März: Max Haller, Schweizer evangelischer Geistlicher und Hochschullehrer († 1949)

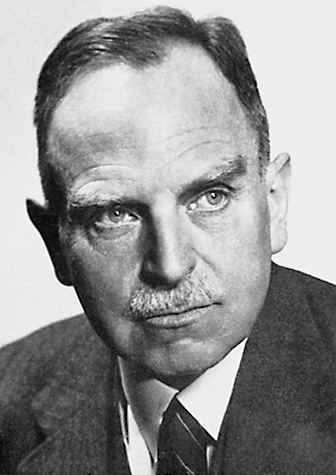
Otto Hahn

- 08. März: Otto Hahn, deutscher Chemiker, Entdecker der Kernspaltung, Nobelpreisträger († 1968)
- 09. März: Alois Arnegger, österreichischer Landschaftsmaler († 1963)
- 09. März: Agnes Miegel, deutsche Schriftstellerin und Journalistin († 1964)
- 09. März: Martin Mutschmann, deutscher Politiker, sächsischer Ministerpräsident († 1947)

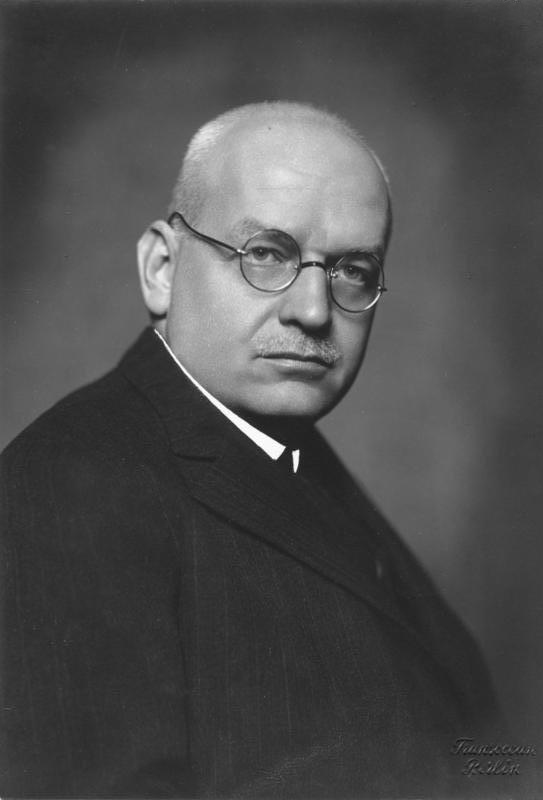
Hans Luther

- 10. März: Hans Luther, Reichskanzler in der Weimarer Republik († 1962)
- 12. März: Alfred Abel, deutscher Schauspieler († 1937)
- 12. März: Charles Delestraint, französischer General der Résistance († 1945)
- 13. März: Karl Caspar, deutscher Maler († 1956)

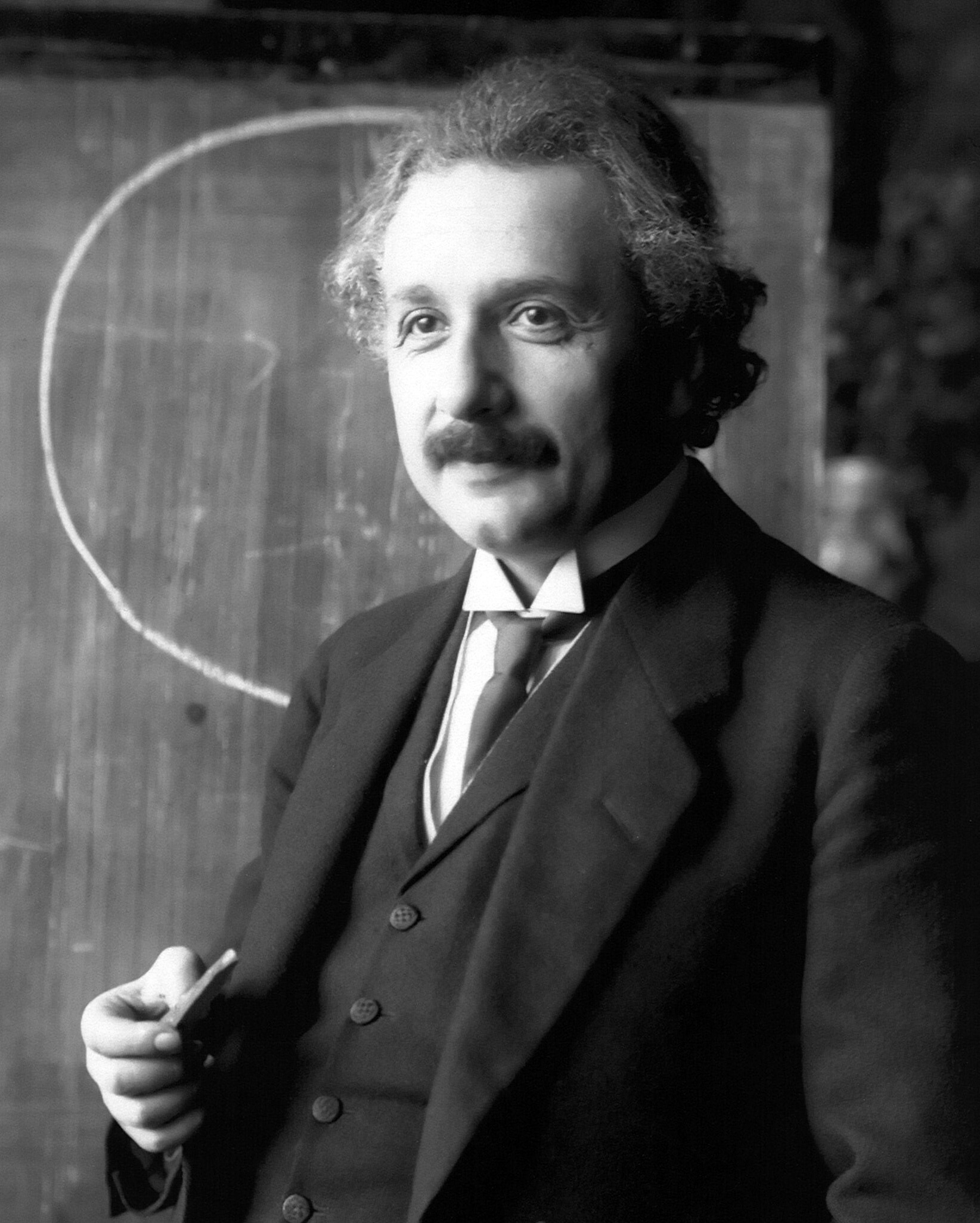
Albert Einstein, 1921

- 14. März: Albert Einstein, deutscher Physiker mit Schweizer und US-amerikanischer Staatsbürgerschaft († 1955)
- 14. März: Thành Thái, zehnter Kaiser der vietnamesischen Nguyễn-Dynastie († 1955)
- 15. März: Marie Juchacz, deutsche Sozialreformerin und Frauenrechtlerin († 1956)
- 17. März: Hugo Küttner, deutscher Unternehmer († 1945)
- 17. März: Jim Nance McCord, US-amerikanischer Politiker, Gouverneur von Tennessee († 1968)
- 18. März: Grigori Abramowitsch Krein, russischer Komponist († 1955)
- 19. März: Joseph Haas, deutscher Komponist († 1960)
- 20. März: Eugénie Duchoiselle, französische Philanthropin († 1966)
- 20. März: Emil Lueken, deutscher Jurist und Oberbürgermeister († 1961)
- 21. März: Josef Steinbach, österreichischer Gewichtheber († 1937)
- 21. März: Saharet, australische Tänzerin († 1964)
- 22. März: Josef Heinrich Grebing, deutscher Kaufmann, Maler und NS-Opfer († 1940)
- 22. März: Léon Deubel, französischer Lyriker († 1913)
- 22. März: Wilhelm Schlenk, deutscher Chemiker († 1943)
- 24. März: Hela Sander, deutsche Schriftstellerin († 1952)
- 26. März: Othmar Ammann, Schweizer-US-amerikanischer Ingenieur und Brückenbauer († 1965)
- 27. März: Edward Steichen, luxemburgischer Fotograf († 1973)
- 29. März: Alan Gardiner, britischer Ägyptologe († 1963)
- 31. März: John Hart, kanadischer Politiker († 1957)

### April
- 02. April: Alexander Moissi, österreichischer Schauspieler († 1935)
- 03. April: Nagatsuka Takashi, japanischer Schriftsteller († 1915)
- 06. April: Jules Mazellier, französischer Komponist († 1959)
- 07. April: Angelo Dibona, Südtiroler Kletterer und Bergführer († 1956)
- 07. April: Jules Robin, französischer Automobilrennfahrer († 1957)
- 07. April: Hermann Schwab, deutscher Journalist und Pressedienst-Gründer († 1962)
- 08. April: Heinrich Reimers, deutscher Publizist († 1942)
- 10. April: Coenraad Hiebendaal, niederländischer Ruderer († 1921)
- 11. April: Bernhard Schmidt, deutscher Optiker († 1935)
- 12. April: Ernst Wandersleb, deutscher Ballonfahrer, Fotograf, Physiker († 1963)
- 12. April: Fred H. Brown, US-amerikanischer Politiker († 1955)
- 13. April: Johan Petter Åhlén, schwedischer Unternehmer und Curler († 1939)
- 13. April: Redfield Proctor junior, US-amerikanischer Politiker († 1957)
- 14. April: James Branch Cabell, US-amerikanischer Schriftsteller († 1958)
- 14. April: Mario Danieli, italienischer Unternehmer und Automobilrennfahrer († 1955)
- 15. April: Karl Bösch, österreichischer Politiker († 1956)
- 15. April: Alexander Gleichmann von Oven, deutscher Ruderer († 1969)
- 16. April: Léon Théry, französischer Automobilrennfahrer († 1909)
- 17. April: Lasthénie Thuillier-Landry, französische Ärztin († 1962)
- 18. April: August Hinrichs, deutscher Schriftsteller († 1956)
- 19. April: Richard Scheibe, deutscher Bildhauer († 1964)
- 20. April: Marie Adamczyk, österreichische Krankenpflegerin († 1973)
- 20. April: Heinrich Nüßlein, deutscher Antiquar und Maler („Der Prophet im Malerkittel“) († 1947)
- 20. April: Hans Heinrich Müller, deutscher Architekt († 1951)

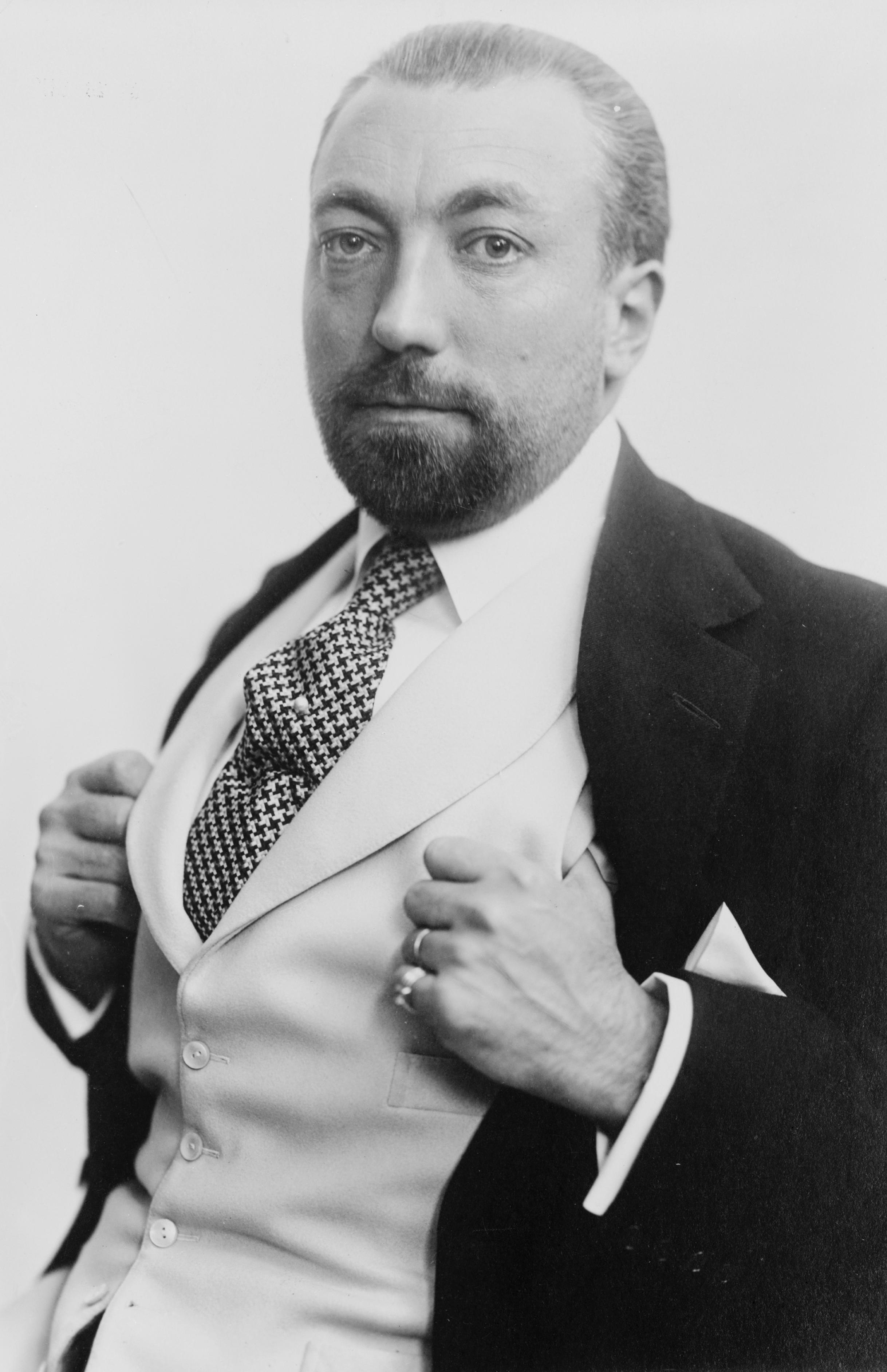
Paul Poiret, 1913

- 20. April: Paul Poiret, französischer Modeschöpfer († 1944)
- 21. April: Oskar Erbslöh, deutscher Luftfahrtpionier († 1910)
- 22. April: Galo Leoz, spanischer Augenarzt und Supercentenarian († 1990)
- 22. April: Otto Krafft, deutscher Bauingenieur († 1916)
- 23. April: Emil Barth, deutscher Politiker († 1941)
- 23. April: Walther Spielmeyer, deutscher Psychiater und Neurologe († 1935)
- 24. April: Ernst Adam, deutscher Schriftsteller († 1919)
- 26. April: Owen Willans Richardson, englischer Physiker († 1959)
- 27. April: Otto Buchwitz, deutscher Politiker, Mitglied der Volkskammer der DDR († 1964)
- 27. April: Alfred Roth, deutscher Politiker, MdR († 1948)
- 29. April: Thomas Beecham, britischer Dirigent, Gründer mehrerer Symphonieorchester († 1961)
- 30. April: Georg Queri, bayerischer Heimatdichter und Schriftsteller († 1919)

Thea Schleusner

- 30. April: Thea Schleusner, deutsche Malerin und Schriftstellerin († 1964)

### Mai
- 01. Mai: Otto Abeles, österreichischer Journalist, Schriftsteller und Musikkritiker († 1945)
- 02. Mai: Paul Thiersch, deutscher Architekt und Hochschullehrer († 1928)
- 03. Mai: Clyde L. Herring, US-amerikanischer Politiker († 1945)
- 04. Mai: Leonid Isaakowitsch Mandelstam, russischer Physiker († 1944)
- 06. Mai: Bedřich Hrozný, tschechischer Linguist und Orientalist († 1952)
- 09. Mai: Kurt Herrfurth, Oberbürgermeister von Gera († 1946)
- 10. Mai: Hermann Andert, deutscher Paläontologe, Geologe und Bankdirektor († 1945)
- 14. Mai: Adolf Attenhofer, schweizerischer Schriftsteller und Indologe († 1950)
- 15. Mai: Gustaf Emanuel Hildebrand Aulén, schwedischer Theologe und Bischof († 1977)
- 15. Mai: Paul Wachtsmuth, deutsch-baltischer Pastor und evangelischer Märtyrer († 1919)
- 17. Mai: Hans Grade, deutscher Flugpionier († 1946)
- 18. Mai: Bruno Bielefeld, deutscher Maler, Radierer und Lithograph († 1973)
- 18. Mai: Dominique Follacci, französischer Kunstturner
- 19. Mai: Nancy Astor, britische Politikerin († 1964)
- 19. Mai: Waldorf Astor, britischer Politiker und Zeitungsverleger († 1952)
- 20. Mai: Hans Meerwein, deutscher Chemiker († 1965)
- 21. Mai: Karl Felix Wolff, Südtiroler Volkskundler († 1966)
- 22. Mai: Hans Enderli, Schweizer Jurist und Politiker († 1944)
- 22. Mai: Émile Fréteur, französischer Turner († 1953)
- 22. Mai: Symon Petljura, ukrainischer Politiker († 1926)
- 23. Mai: Harold Samuel, englischer Pianist und Komponist († 1937)
- 24. Mai: Otto Reche, deutscher Anthropologe († 1966)
- 25. Mai: William Maxwell Aitken, kanadisch-britischer Verleger und Politiker († 1964)
- 25. Mai: William Stickney, US-amerikanischer Golfspieler († 1944)
- 27. Mai: Hans Heinrich Lammers, deutscher Jurist, Beamter und SS-Oberführer († 1962)
- 27. Mai: Karl Bühler, deutscher Denk- und Sprachpsychologe, Sprachtheoretiker († 1963)
- 28. Mai: Vanessa Bell, britische Malerin und Innenarchitektin († 1961)
- 28. Mai: Henri-Pierre Roché, französischer Schriftsteller und Kunstsammler († 1959)
- 31. Mai: Samuel Guyer, Schweizer Kunsthistoriker († 1950)

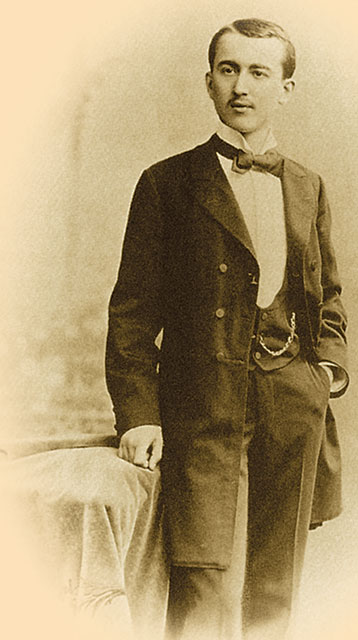
Milutin Milanković

- 28. Mai: Milutin Milanković, serbischer Astrophysiker († 1958)
- 29. Mai: Kosta Abrašević, serbischer Poet († 1898)
- 29. Mai: Richard Hamann, deutscher Kunsthistoriker († 1961)
- 30. Mai: Anne Shymer, US-amerikanische Chemikerin († 1915)

### Juni
- 03. Juni: Raymond Pearl, US-amerikanischer Biologe und Genetiker († 1940)
- 03. Juni: Paul Wilhelm Georg Hoffmann, deutscher Politiker und Reichstagsabgeordneter († 1949)
- 04. Juni: Theodor Haecker, deutscher Schriftsteller, Kulturkritiker und Übersetzer († 1945)
- 05. Juni: Marcel Tournier, französischer Harfenist und Komponist († 1951)
- 05. Juni: René Pottier, französischer Radrennfahrer († 1907)
- 05. Juni: Fritz Theodor Kuhnen, deutscher Politiker und Reichstagsabgeordneter († 1947)
- 06. Juni: August Leonhard Bernoulli, Schweizer Physiker († 1939)
- 06. Juni: Bartolomeo Blanche Espejo, chilenischer Politiker und Militäroffizier († 1970)
- 07. Juni: Arthur Scheunert, deutscher Veterinär († 1957)
- 07. Juni: Knud Rasmussen, dänischer Polarforscher († 1933)
- 08. Juni: Fritz Curschmann, deutscher Internist und Arbeitsmediziner († 1961)
- 08. Juni: Matthäus Herrmann, deutscher Politiker († 1959)
- 11. Juni: Joseph Friedrich Abert, deutscher Historiker und Archivar († 1959)
- 11. Juni: Julia Claussen, schwedische Sängerin und Musikpädagogin († 1941)
- 12. Juni: Rudolf Albert August Wilhelm Asmis, deutscher Jurist und Diplomat († 1945)
- 12. Juni: Gérard Hekking, französischer Cellist und Musikpädagoge († 1942)
- 14. Juni: Theodor Anton Abele, deutscher Schulmann († 1965)
- 15. Juni: Bernhard Sopher, US-amerikanisch-deutscher Bildhauer († 1949)
- 17. Juni: Gustav Dreher, ein deutscher Fußballfunktionär
- 19. Juni: Rein Boomsma, niederländischer Fußballspieler († 1943)
- 20. Juni: Jim Delahanty, US-amerikanischer Baseballspieler († 1953)
- 20. Juni: Vladko Maček, kroatischer Politiker († 1964)
- 20. Juni: William Dassonville, amerikanischer Fotograf († 1957)
- 22. Juni: Guido Seeber, deutscher Filmpionier und Kameramann († 1940)
- 22. Juni: John Joseph Dempsey, US-amerikanischer Politiker († 1958)
- 24. Juni: Juan Demóstenes Arosemena Barreati, panamaischer Präsident († 1939)
- 28. Juni: Charles Montier, französischer Automobilrennfahrer und Fahrzeugkonstrukteur († 1952)
- 29. Juni: Benedetto Aloisi Masella, italienischer römisch-katholischer Kardinal († 1970)
- 29. Juni: Aleksandar Zankow, bulgarischer Politiker († 1959)
- 30. Juni: Heinrich Ambrosius, deutscher Politiker († 1968)

### Juli
- 01. Juli: Emma Gertrud Eckermann, deutsche Malerin, Grafikerin und Kunstlehrerin († 1967)
- 01. Juli: Léon Jouhaux, französischer Gewerkschafter und Friedensnobelpreisträger († 1954)
- 02. Juli: Zsigmond Móricz, ungarischer Erzähler († 1942)
- 02. Juli: Todor Paniza, bulgarischer Freiheitskämpfer und Terrorist († 1925)
- 03. Juli: Fritz Mielert, deutscher Fotograf und Schriftsteller († 1947)
- 03. Juli: A. Harry Moore, US-amerikanischer Politiker († 1952)
- 04. Juli: Agathe Lasch, deutsche Germanistin, NS-Opfer († 1942)

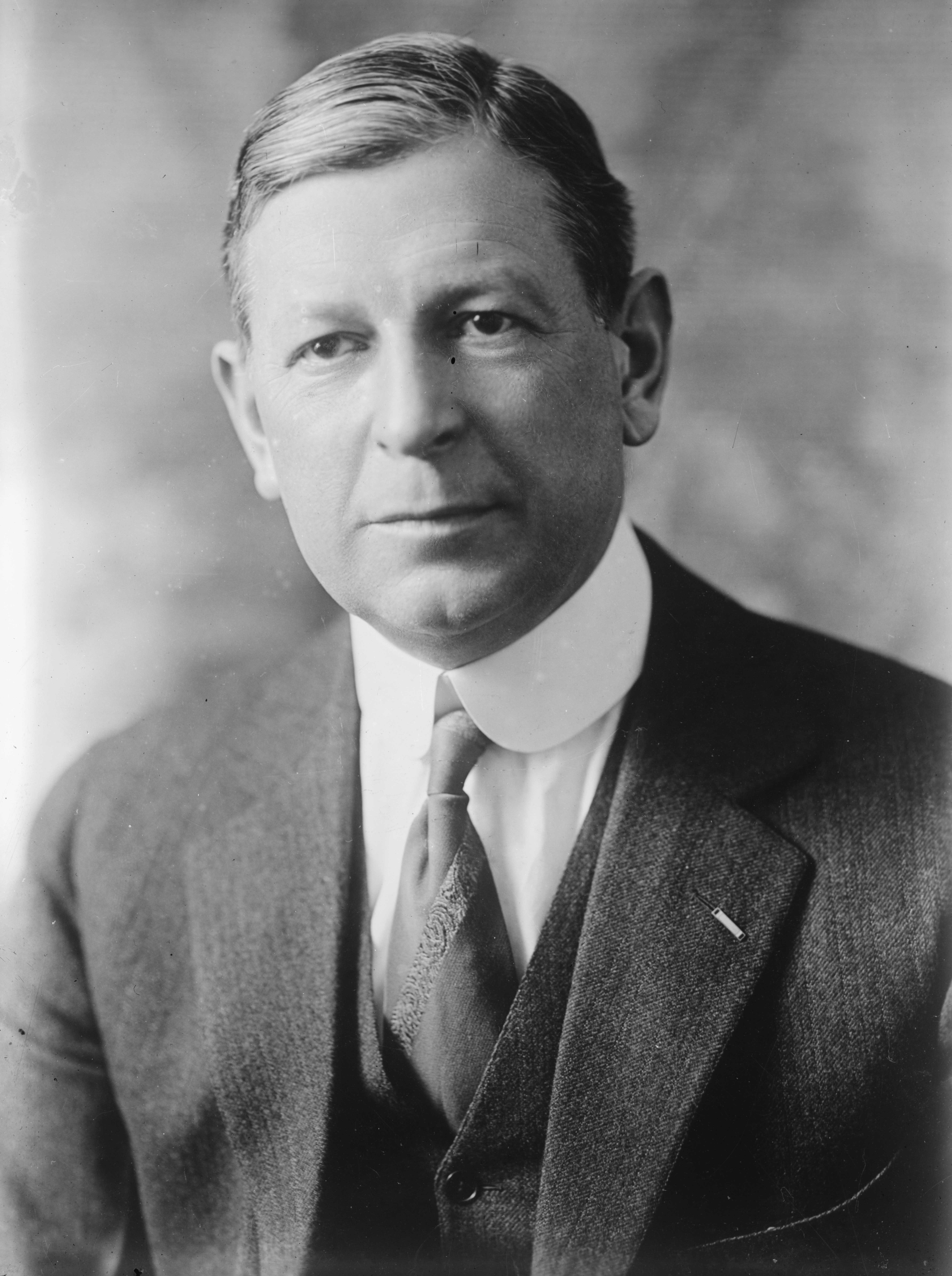
Dwight Filley Davis

- 05. Juli: Dwight Filley Davis, US-amerikanischer Kriegsminister und Gründer des Davis Cups († 1945)
- 05. Juli: Philippe Gaubert, französischer Komponist († 1941)
- 05. Juli: Eugen Nesper, deutscher Ingenieur und Rundfunkpionier († 1961)
- 05. Juli: Volkmar Andreae, Schweizer Dirigent und Komponist († 1962)
- 05. Juli: Wanda Landowska, polnische Cembalistin und Pianistin († 1959)
- 06. Juli: Gunther Burstyn, Techniker und Offizier der österreichischen k.u.k. Armee († 1945)
- 06. Juli: Karl Maybach, deutscher Motorkonstrukteur († 1960)
- 09. Juli: Carlos Chagas, brasilianischer Arzt († 1934)
- 09. Juli: Ottorino Respighi, italienischer Komponist († 1936)
- 11. Juli: Alfred Büchi, Schweizer Ingenieur und Nationalrat († 1959)
- 12. Juli: Roland Foster, australischer Sänger und Musikpädagoge († 1966)
- 12. Juli: Bolesław Raczyński, polnischer Komponist und Musikpädagoge († 1937)
- 15. Juli: Alcides Arguedas, bolivianischer Schriftsteller, Politiker und Historiker († 1946)
- 16. Juli: Jorge González Bastías, chilenischer Lyriker († 1950)
- 18. Juli: Paul Mendelssohn Bartholdy der Jüngere, deutscher Chemiker und Industrieller († 1956)
- 21. Juli: Joseph A. A. Burnquist, US-amerikanischer Politiker († 1961)

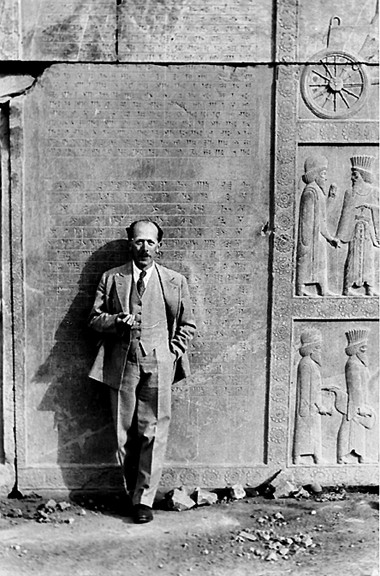
Ernst Herzfeld

- 23. Juli: Ernst Herzfeld, deutscher vorderasiatischer Archäologe, Altorientalist und Inschriftenforscher († 1948)
- 25. Juli: Fritz Steuri, Schweizer Bergführer und Skisportler († 1950)
- 26. Juli: Otto Hieronimus, deutsch-österreichischer Automobilkonstrukteur und -rennfahrer († 1922)
- 28. Juli: Inocenc Arnošt Bláha, tschechischer Soziologe, Philosoph, Pädagoge († 1960)
- 28. Juli: Lucy Burns, US-amerikanische Frauenrechtlerin († 1966)
- 28. Juli: Vittorio Ambrosio, italienischer General († 1958)
- 28. Juli: Albert Grzesinski, preußischer Innenminister von 1926 bis 1930 († 1947)
- 29. Juli: Erwin Böhme, deutscher Jagdflieger im Ersten Weltkrieg († 1917)
- 29. Juli: Giuseppe Garibaldi der Jüngere, italienischer Abenteurer und Revolutionär († 1950)
- 30. Juli: Hans Franck, deutscher Schriftsteller und Dramaturg († 1964)
- 31. Juli: Margarete Bieber, erste Professorin der Archäologie in Deutschland († 1978)
- 000Juli: Alfred Ambler, englischer Fußballspieler († 1940)

### August
- 01. August: Augusto Samuel Boyd, panamaischer Staatspräsident († 1957)
- 01. August: Luise Federn-Staudinger, deutsche Bildhauerin († 1967)
- 01. August: Erich Harbort, deutscher Geologe († 1929)
- 02. August: James M. Tunnell, US-amerikanischer Politiker († 1957)
- 05. August: Vladimir Aïtoff, französischer Mediziner und Rugby-Union-Spieler († 1963)
- 08. August: Robert Holbrook Smith, US-amerikanischer Arzt († 1950)
- 08. August: Terauchi Hisaichi, Feldmarschall der kaiserlich japanischen Armee († 1946)
- 08. August: Emiliano Zapata, mexikanischer Revolutionär († 1919)
- 11. August: Frieda von Richthofen, deutsche Schriftstellerin und Übersetzerin († 1956)
- 11. August: Alfrēds Kalniņš. lettischer Komponist († 1951)
- 13. August: John Ireland, englischer Komponist († 1962)
- 15. August: Ethel Barrymore, US-amerikanische Schauspielerin († 1959)
- 15. August: Philipp Holl, deutscher Politiker († 1967)
- 15. August: Hugo Ruppe, deutscher Ingenieur und Motoren-Konstrukteur († 1949)
- 17. August: Alexander Dutow, Kosakenführer im Russischen Bürgerkrieg († 1921)

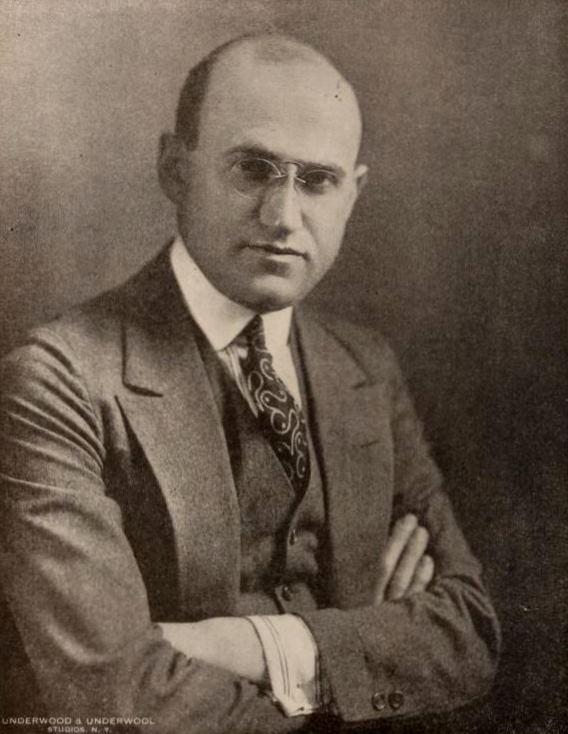
Samuel Goldwyn

- 17. August: Samuel Goldwyn, US-amerikanischer Filmproduzent († 1974)
- 18. August: Manuel Arce y Ochotorena, Erzbischof von Tarragona und Kardinal († 1948)
- 24. August: Carlo Biscaretti di Ruffia, italienischer Industriedesigner und Grafiker († 1959)
- 24. August: Ludwig Eisenschmid, deutscher Orgelbauer († 1959)
- 24. August: Emmerich Hanus, österreichischer Filmschauspieler, -regisseur und -produzent († 1956)
- 26. August: Chalifa ibn Harub ibn Thuwaini, Sultan von Sansibar († 1960)
- 27. August: Karl Schapper, deutscher Widerstandskämpfer gegen den Nationalsozialismus († 1941)
- 30. August: Hermann Jacobsohn, deutscher Altphilologe († 1933)
- 30. August: Rıza Nur, türkischer Politiker, Historiker und Mediziner († 1942)
- 31. August: Ida Kerkovius, deutsche Malerin und Bildteppichweberin († 1970)
- 31. August: Alma Mahler-Werfel, österreichische Komponistin († 1964)
- 31. August: Yoshihito, 123. Tennō (Kaiser) von Japan († 1926)

### September
- 01. September: Bruno Granichstaedten, österreichischer Komponist († 1944)
- 02. September: Chung-gun An, koreanischer Panasiatist und Nationalist († 1910)
- 02. September: Ernst Braune, deutscher Politiker (SPD) († 1954)
- 03. September: Jewgenija Bogdanowna Bosch, deutschstämmige Funktionärin der SDAPR († 1925)
- 06. September: Johan Nygaardsvold, norwegischer sozialdemokratischer Politiker († 1952)
- 06. September: Max Schreck, deutscher Schauspieler († 1936)

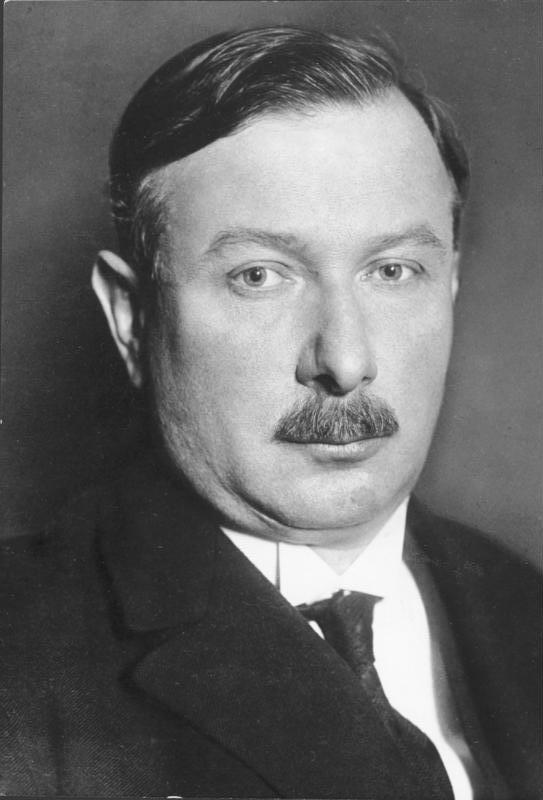
Joseph Wirth

- 06. September: Joseph Wirth, Reichskanzler der Weimarer Republik († 1956)
- 10. September: Stanley C. Wilson, US-amerikanischer Politiker († 1967)
- 13. September: Harry Burton, englischer Fotograf († 1940)
- 14. September: Adriano Andreani, italienischer Turner († 1960)
- 14. September: Albert Amann, badischer Politiker († 1965)
- 14. September: Richard B. Coolidge, US-amerikanischer Politiker († 1957)

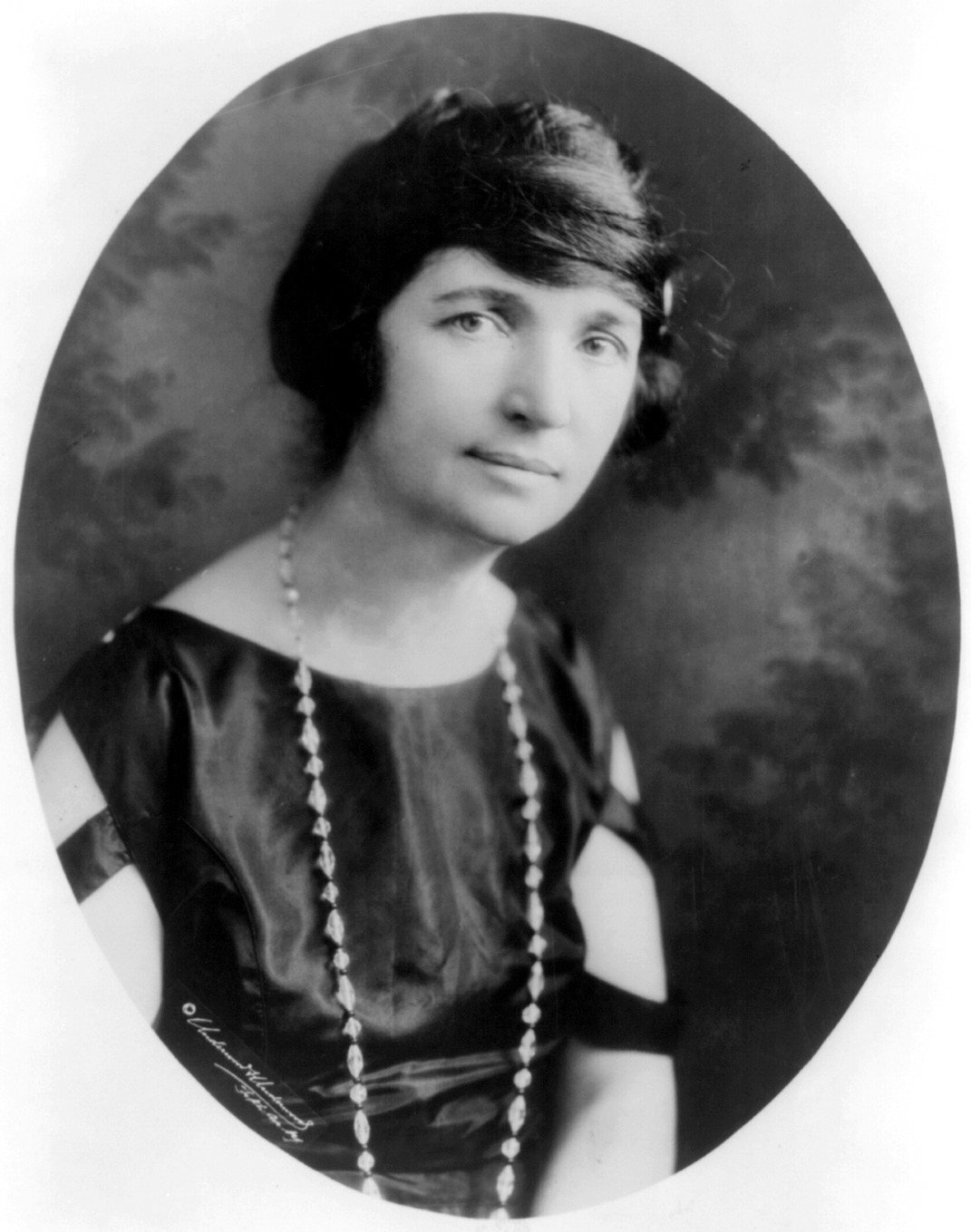
Margaret Sanger, 1922

- 14. September: Margaret Sanger, US-amerikanische Frauenrechtlerin († 1966)
- 16. September: Josep Maria Jujol, katalanischer Architekt († 1949)
- 17. September: Adolf Ahrens, deutscher Kapitän und Politiker († 1957)
- 18. September: Peter G. Gerry, US-amerikanischer Politiker († 1957)
- 20. September: Victor Sjöström, schwedischer Regisseur und Schauspieler († 1960)
- 21. September: Samuel Washington Arnold, US-amerikanischer Politiker († 1961)
- 22. September: Charles Borel-Clerc, französischer Komponist († 1959)
- 22. September: Dāvids Veiss, russischer Sportschütze († 1961)
- 27. September: Gil Andersen, norwegisch-US-amerikanischer Ingenieur, Automobilrennfahrer und Automobilmanager († 1935)
- 27. September: Cyril Scott, englischer Komponist, Pianist und Schriftsteller († 1970)
- 27. September: Hans Hahn, österreichischer Mathematiker († 1934)
- 27. September: Fred Schule, US-amerikanischer Hürdenläufer und Olympiasieger († 1962)
- 28. September: Benjamin Christensen, dänischer Regisseur († 1959)
- 30. September: Johan Falkberget, norwegischer Schriftsteller († 1967)

### Oktober
- 02. Oktober: Wilhelm Kosch, österreichischer Literaturhistoriker und Lexikograph († 1960)
- 02. Oktober: Joseph Stoffels, Weihbischof in Köln († 1923)
- 02. Oktober: Wallace Stevens, US-amerikanischer Lyriker und Essayist († 1955)
- 05. Oktober: Francis Peyton Rous, US-amerikanischer Pathologe († 1970)
- 05. Oktober: Halfdan Cleve, norwegischer Komponist († 1951)
- 07. Oktober: Julius Busch, deutsch-baltischer Pastor und evangelischer Märtyrer († 1907)
- 07. Oktober: Herman Nohl, deutscher Pädagoge und Philosoph († 1960)
- 07. Oktober: Joe Hill, US-amerikanischer Arbeiterführer, Gewerkschaftsaktivist und Liederdichter († 1915)
- 08. Oktober: Chen Duxiu, chinesischer Politiker († 1942)
- 08. Oktober: Joseph Bovet, Schweizer Komponist und Priester († 1951)

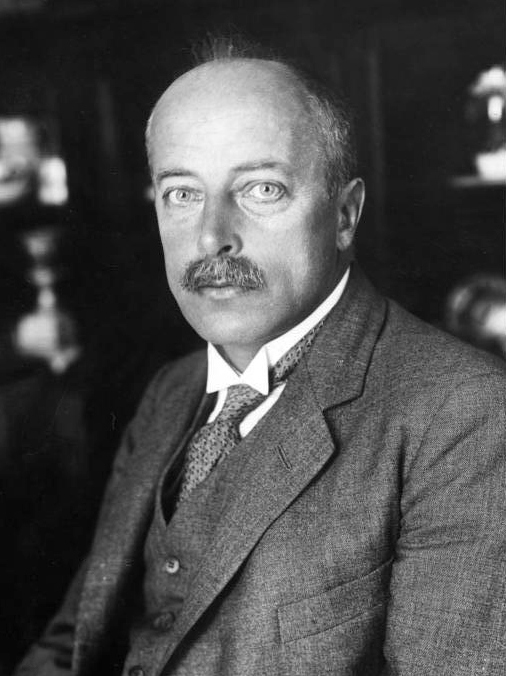
Max von Laue, 1929

- 09. Oktober: Max von Laue, deutscher Physiker († 1960)
- 10. Oktober: Bruno Cicognani, italienischer Schriftsteller († 1971)
- 10. Oktober: Karl Etlinger, österreichischer Schauspieler († 1946)
- 10. Oktober: Eugen Täubler, deutscher Althistoriker († 1953)
- 11. Oktober: Christian Schilling, deutscher Fußballspieler († 1955)
- 12. Oktober: Emil Friedrich Adolf Andreae, deutscher Historiker († 1939)
- 13. Oktober: Giovanni Piaz, italienischer Bergsteiger († 1948)
- 14. Oktober: Ewald Hecker, Präsident der IHK Hannover und später SS-Brigadeführer († 1954)
- 14. Oktober: Miles Franklin, australische Schriftstellerin († 1954)
- 15. Oktober: Frédéric de Rabours, Schweizer Jurist und Politiker († 1929)
- 16. Oktober: Eduard Hamm, deutscher Politiker († 1944)
- 18. Oktober: Grzegorz Fitelberg, polnischer Komponist und Dirigent († 1953)
- 20. Oktober: Paul Zaunert, deutscher Sagenforscher († 1959)
- 21. Oktober: Joseph Canteloube, französischer Komponist, Pianist, Musikwissenschaftler († 1957)
- 24. Oktober: Friedrich Jähne, deutscher Ingenieur und Unternehmer († 1965)
- 25. Oktober: William Law Anderson, schottisch-amerikanischer Profigolfer († 1910)
- 25. Oktober: Fritz Haarmann, deutscher Serienmörder († 1925)
- 25. Oktober: Alfred Käser, Schweizer Evangelist († 1924)
- 26. Oktober: Oskar Strnad, österreichischer Bühnenbildner, Kunsthandwerker, Designer und Architekt († 1935)
- 28. Oktober: Channing H. Cox, US-amerikanischer Politiker († 1968)
- 28. Oktober: Luisa Capetillo, puerto-ricanische Feministin und Anarchistin († 1922)

Franz von Papen, 1945/46

- 29. Oktober: Franz von Papen, deutscher Politiker und Staatsmann († 1969)
- 31. Oktober: Reinhard Piper, deutscher Verleger und Kunsthistoriker († 1953)

### November
- 01. November: Oskar Barnack, deutscher Feinmechaniker († 1936)
- 01. November: Friedrich Brinkmann, deutscher Baumeister und Architekt († 1945)
- 01. November: Pál Teleki, ungarischer Wissenschaftler und Politiker († 1941)
- 03. November: Sir Joseph Addison, britischer Diplomat († 1953)
- 03. November: Jean Porporato, französischer Automobilrennfahrer
- 03. November: Vilhjálmur Stefánsson, kanadischer Polarforscher und Ethnologe († 1962)
- 04. November: Will Rogers, US-amerikanischer Komiker und Entertainer († 1935)
- 05. November: Otto Barsch, deutscher Geologe und Geophysiker († 1946)
- 05. November: Francesco Bracci, italienischer Kardinal der römisch-katholischen Kirche († 1967)
- 05. November: Otto Wahle, österreichischer Schwimmer († 1963)
- 07. November: Walter Dix, deutscher Pflanzenbauwissenschaftler († 1965)

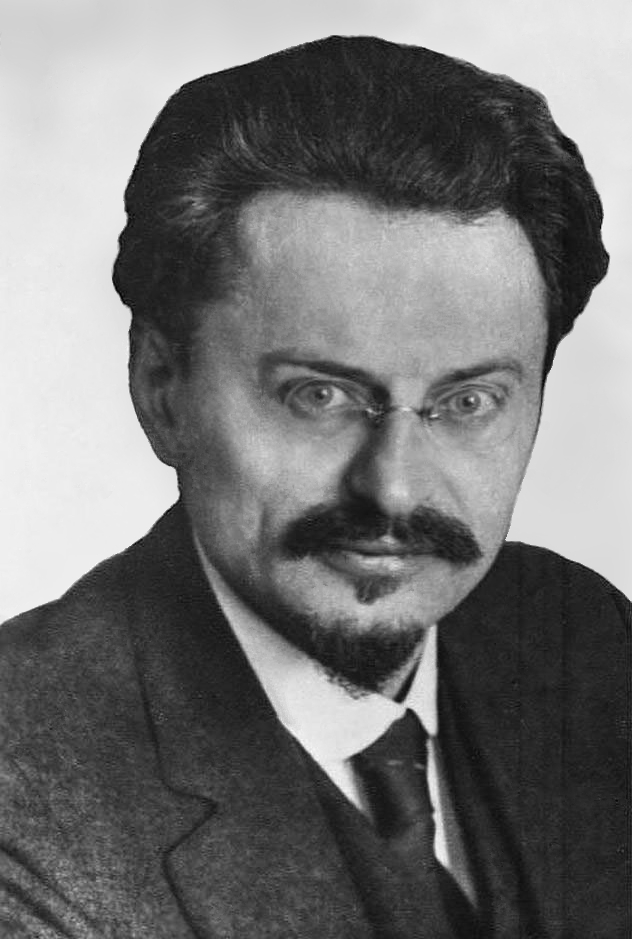
Leo Trotzki (um 1929)

- 07. November: Lew Dawidowitsch Trotzki, ukrainisch-russischer Revolutionär und Politiker († 1940)
- 10. November: Nicholas Vachel Lindsay, US-amerikanischer Schriftsteller († 1931)
- 10. November: Patrick Pearse, irischer Lehrer, Schriftsteller und Aufständischer († 1916)
- 11. November: Reinhard Machold, österreichischer Politiker († 1961)
- 11. November: Ludolf Malten, deutscher Altphilologe und Religionswissenschaftler († 1969)
- 11. November: Heinrich Maria Martin Schäfer, deutscher Politiker († 1951)
- 11. November: Heinz Stoffregen, deutscher Architekt († 1929)
- 12. November: Wilhelm Schubert, deutscher Offizier († 1972)
- 13. November: Henri Miro, kanadischer Komponist spanischer Herkunft († 1950)
- 20. November: Heinrich Lilienfein, deutscher Schriftsteller und Generalsekretär der Schiller-Stiftung Weimar († 1952)
- 20. November: Franz Pfemfert, deutscher Publizist, Herausgeber und Literaturkritiker († 1954)
- 21. November: Johannes Nitzsche, deutscher Konstrukteur von Kinoprojektoren († 1947)
- 21. November: Taoka Reiun, japanischer Kultur- und Literaturkritiker († 1912)
- 23. November: Walther Felix Mueller, Weimarer Oberbürgermeister († 1970)
- 23. November: Erich Otto Volkmann, deutscher Offizier, Archivar und Schriftsteller († 1938)
- 24. November: Eli Filip Heckscher, schwedischer Wirtschaftshistoriker († 1952)
- 25. November: August Kirch, deutscher Politiker († 1959)
- 25. November: Maurice Vignerot, französischer Krocketspieler († 1953)
- 26. November: Hans Bredow, deutscher Rundfunkpionier († 1959)
- 26. November: Edgar Katzenstein, deutscher Ruderer († 1953)
- 29. November: Nikolai Mitrofanowitsch Krylow, russisch-sowjetischer Mathematiker († 1955)
- 30. November: Laura Clifford Barney, US-amerikanische Autorin († 1974)
- 30. November: Henry Horner, US-amerikanischer Politiker († 1940)

### Dezember
- 01. Dezember: Blanche DuBuisson, kanadische Sängerin und Schauspielerin († nach 1952)
- 01. Dezember: Ogiwara Rokuzan, japanischer Bildhauer († 1910)
- 04. Dezember: Octave Crutel, französischer Politiker und Résistant († 1961)
- 04. Dezember: Hamilton Harty, irischer Komponist († 1941)
- 05. Dezember: Dionisio Kfoury, syrischer Weihbischof in Antiochia († 1965)
- 05. Dezember: Clyde Vernon Cessna, US-amerikanischer Flugpionier († 1954)
- 05. Dezember: Paul Morard, Schweizer Jurist und Politiker († 1930)
- 05. Dezember: Joseph-Paul Rambaud, französischer Politiker und Résistant († 1944)
- 06. Dezember: Albert Schädelin, Schweizer evangelischer Geistlicher und Hochschullehrer († 1961)
- 07. Dezember: Fritz Liebrich, Schweizer Lehrer und Schriftsteller in Mundart († 1936)
- 10. Dezember: Paul Münch, deutscher Mundartdichter († 1951)
- 10. Dezember: Ernest Shepard, englischer Illustrator (Pu der Bär) († 1976)
- 12. Dezember: Friedrich Christiansen, deutscher General der Flieger und Befehlshaber in den Niederlanden († 1972)
- 14. Dezember: Paul Corder, englischer Komponist († 1942)
- 14. Dezember: Hermann Dietrich, deutscher Politiker († 1954)
- 15. Dezember: Charles Grey, 5. Earl Grey, Sohn des 4. Earl Grey († 1963)
- 15. Dezember: Rudolf von Laban, ungarischer Tänzer, Choreograf und Tanztheoretiker († 1958)
- 15. Dezember: Bert H. Miller, US-amerikanischer Politiker († 1949)
- 16. Dezember: Hans Watzlik, sudetendeutscher Schriftsteller († 1948)
- 17. Dezember: Domenico Durante, italienischer Fußballspieler und Maler († 1944)

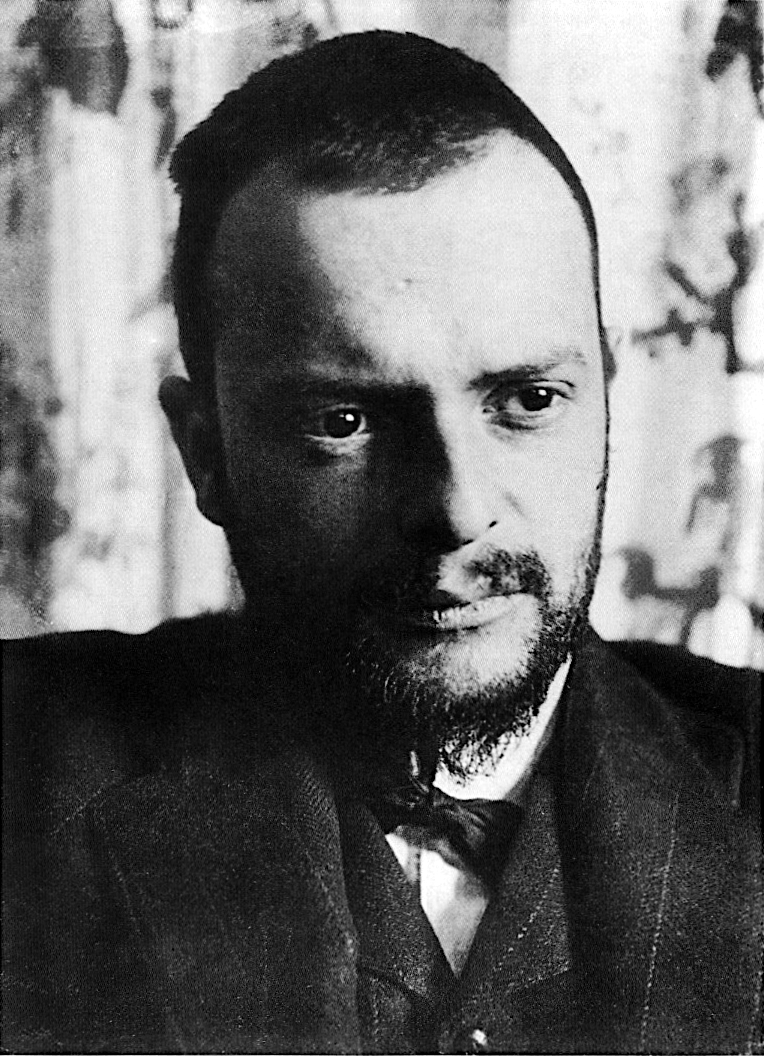
Paul Klee, 1911

- 18. Dezember: Paul Klee, Schweizer Maler († 1940)
- 19. Dezember: Emilie Gourd, Schweizer Frauenrechtlerin († 1946)
- 19. Dezember: Beals Wright, US-amerikanischer Tennisspieler († 1961)
- 22. Dezember: Minna Specht, deutsche Pädagogin und Mitgründerin und Vorsitzende des ISK († 1961)
- 23. Dezember: Alexis Vedeux, französischer Turner († 1969)
- 24. Dezember: Clemente Micara, italienischer Kardinal der römisch-katholischen Kirche († 1965)
- 25. Dezember: Igo Etrich, österreichischer Pilot und Flugzeugkonstrukteur († 1967)
- 26. Dezember: Christie Benet, US-amerikanischer Politiker († 1951)
- 26. Dezember: Armen Tigranjan, armenischer Komponist († 1950)
- 26. Dezember: Julius Weismann, deutscher Komponist († 1950)
- 27. Dezember: Karl Appelbaum, deutscher Politiker († 1961)
- 27. Dezember: Sydney Greenstreet, britischer Schauspieler († 1954)
- 27. Dezember: Bunk Johnson, US-amerikanischer Kornettist und Trompeter († 1949)
- 28. Dezember: Manuel Arteaga y Betancourt, Erzbischof von Havanna und Kardinal der römisch-katholischen Kirche († 1963)
- 28. Dezember: Frank Blachford, kanadischer Geiger, Musikpädagoge, Dirigent und Komponist († 1957)
- 29. Dezember: Ellen Gleditsch, norwegische Chemikerin († 1968)
- 30. Dezember: Ramana Maharshi, indischer Spiritueller und Yogi († 1950)
- 31. Dezember: Albert Werkmüller, deutscher Leichtathlet, Fußballspieler und Turner († 1914)

### Genaues Geburtsdatum unbekannt
- Sadri Maksudi Arsal, tatarischer Staatsmann, Rechtswissenschaftler, Denker und Wissenschaftler († 1957)
- Damase DuBuisson, kanadischer Sänger und Schauspieler († 1945)
- Raoul Duquette, kanadischer Cellist und Musikpädagoge († 1962)

## Gestorben

### Erstes Quartal
- 06. Januar: Zofia Branicka, polnische Adlige (* 1790)
- 08. Januar: Baldomero Espartero, spanischer General, Politiker und Regent (* 1792)
- 08. Januar: Ferdo Livadić, kroatischer Komponist (* 1799)
- 10. Januar: Gustav Schleicher, deutsch-US-amerikanischer Ingenieur, Unternehmer und Politiker (* 1823)
- 13. Januar: Jakob Dubs, Schweizer Politiker (* 1822)
- 14. Januar: Pierre-Théodule Fracheboud, Schweizer Jurist und Politiker (* 1809)
- 19. Januar: Johann Eduard Heuchler, deutscher Architekt und Baumeister (* 1801)
- 19. Januar: Georg Eduard Steitz, deutscher evangelischer Theologe und Historiker (* 1810)
- 21. Januar: Ljuben Karawelow, Aktivist der Bulgarischen Nationalen Wiedergeburt und Dichter (* 1834)
- 22. Januar: Henriette von Bissing, deutsche Erzählerin (* 1798)
- 23. Januar: Adolf Jensen, deutscher Komponist (* 1837)

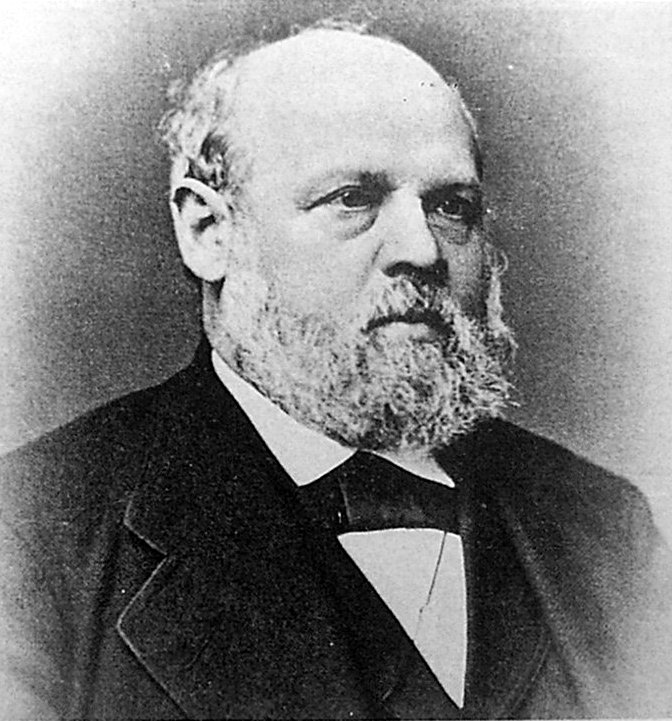
Heinrich Geißler

- 24. Januar: Heinrich Geißler, deutscher Glasbläser, Instrumentenbauer und Erfinder (* 1814)
- 27. Januar: John Laird Mair Lawrence, 1. Baron Lawrence, von 1864 bis 1869 Generalgouverneur und Vizekönig von Indien (* 1811)
- 29. Januar: Antonio Benedetto Antonucci, italienischer Kardinal (* 1798)
- 03. Februar: Jacob Shew, amerikanischer Fotopionier (* um 1826)
- 05. Februar: Pierre Montée, französischer Literaturwissenschaftler (* 1836)
- 10. Februar: Honoré Daumier, französischer Maler, Zeichner und Bildhauer (* 1808)
- 10. Februar: Paul Gervais, französischer Zoologe und Paläontologe (* 1816)
- 21. Februar: Schir Ali Chan, Emir von Afghanistan (* 1825)
- 23. Februar: Josef Arnold der Ältere, österreichischer Maler (* 1788)

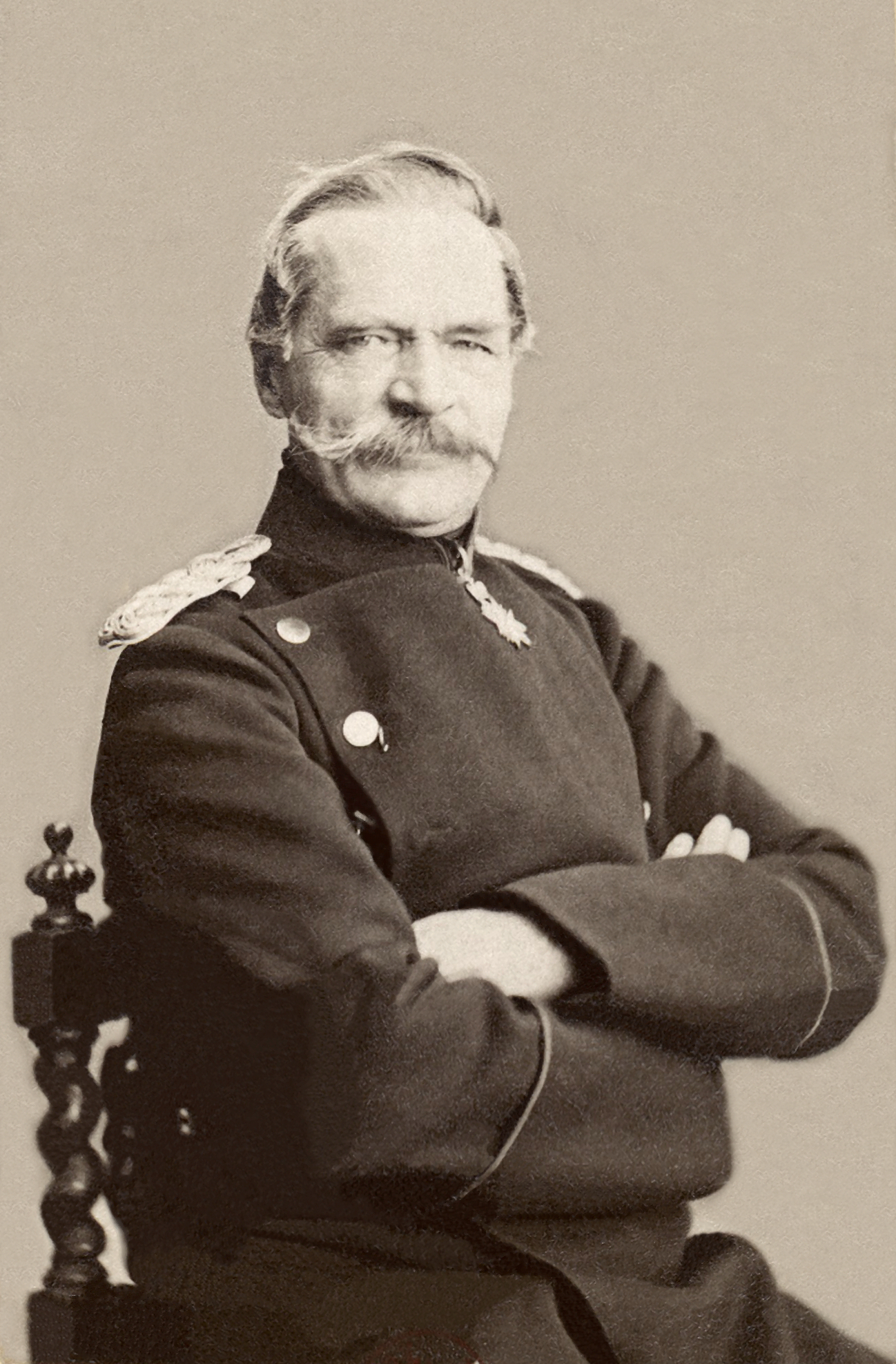
Albrecht von Roon

- 23. Februar: Albrecht von Roon, preußischer General und Minister (* 1803)
- 25. Februar: Wladimir Georgijewitsch Kastrioto-Skanderbek, russischer Komponist (* 1820)
- 25. Februar: Hans Friedrich Georg Julius Sudendorf, deutscher Historiker und Staatsarchivar (* 1812)
- 26. Februar: Franz Leopold Sonnenschein, Chemiker (* 1817)
- 26. Februar: Otto Blau, deutscher Orientalist (* 1828)
- 01. März: Joachim Heer, Schweizer Politiker (* 1825)
- 03. März: William Kingdon Clifford, britischer Philosoph und Mathematiker (* 1845)
- 13. März: Adolf Anderssen, deutscher Schachmeister (* 1818)
- 16. März: George Goldthwaite, US-amerikanischer Politiker (* 1809)
- 17. März: Jean-Louis Ancrenaz, schweizerischer Politiker (* 1814)
- 17. März: Edward Barry, französischer Historiker und Epigraphiker (* 1809)
- 17. März: Heinrich Gottlieb Ludwig Reichenbach, deutscher Naturwissenschaftler, Zoologe und Botaniker (* 1793)
- 25. März: Georg Friedrich Schömann, deutscher Altphilologe (* 1793)

### Zweites Quartal
- 04. April: Heinrich Wilhelm Dove, deutscher Physiker und Meteorologe (* 1803)
- 07. April: Adolphe Fontanel, Schweizer Mediziner und Politiker (* 1818)
- 08. April: Karl Horn, Theologe, Mitgründer der Jenaer Urburschenschaft (* 1794)
- 08. April: Antonio Panizzi, italienischer Bibliothekar (* 1797)
- 16. April: Erik Bodom, norwegischer Maler (* 1829)
- 16. April: Bernadette Soubirous, französische Ordensschwester und Heilige (* 1844)
- 20. April: Gawriil Konstantinowitsch Aiwasowski, russischer Orientalist (* 1812)
- 21. April: John Adams Dix, US-amerikanischer Politiker (* 1798)
- 21. April: Hermann Loew, deutscher Insektenforscher und Lehrer (* 1807)
- 23. April: Eugenio Aguilar Gonzalez Batres, Staatsoberhaupt von El Salvador (* 1804)
- 26. April: Max Maerz, deutscher Orgelbauer (* 1812)
- 28. April: Thilo Irmisch, deutscher Botaniker (* 1816)
- 04. Mai: William Froude, englischer Schiffbauingenieur (* 1810)
- 05. Mai: Isaac Butt, irischer Rechtsanwalt, Wirtschaftswissenschaftler und Politiker (* 1813)
- 05. Mai: Alejandro Ciccarelli, italienisch-chilenischer Maler (* 1811)
- 06. Mai: Georg Heinrich Crola, deutscher Maler (* 1804)
- 07. Mai: Charles De Coster, belgischer Schriftsteller (* 1827)
- 09. Mai: Karolina Gerhardinger, deutsche Ordensschwester und Ordensgründerin (* 1797)
- 12. Mai: Ludwig Angerer, österreichischer Fotograf (* 1827)
- 14. Mai: Henry Sewell, erster Premierminister von Neuseeland (* 1807)
- 15. Mai: George Fife Angas, englischer Geschäftsmann, Parlamentarier und Philanthrop (* 1789)
- 15. Mai: Gottfried Semper, deutscher Baumeister (* 1803)
- 15. Mai: Jakob Stämpfli, Schweizer Politiker (* 1820)
- 18. Mai: Asahel Peck, US-amerikanischer Politiker (* 1803)
- 19. Mai: Adam Friedrich Molz, Schweizer Lehrer und evangelischer Geistlicher (* 1790)
- 21. Mai: Arturo Prat, chilenischer Seeheld, Korvettenkapitän und Rechtsanwalt (* 1848)
- 24. Mai: William Lloyd Garrison, US-amerikanischer Schriftsteller (* 1805)
- 29. Mai: Enoch Wedgwood, englischer Unternehmer (* 1813)
- 31. Mai: Johann von Schraudolph, deutscher Kirchen- und Historienmaler (* 1808)
- 01. Juni: Napoléon Eugène Louis Bonaparte, französischer kaiserlicher Prinz (* 1856)
- 03. Juni: Lionel de Rothschild, britischer Bankier und Politiker (* 1808)
- 04. Juni: Karl Friedrich Wilhelm Wander, deutscher Pädagoge und Sprichwortsammler (* 1803)
- 07. Juni: Siegfried Kapper, tschechischer Schriftsteller, Übersetzer und Arzt jüdischer Herkunft (* 1820)
- 09. Juni: Alexander Solowjow, russischer Revolutionär (* 1846)
- 24. Juni: Franz Xaver Chwatal, tschechischer Komponist und Musikpädagoge (* 1808)
- 26. Juni: Richard Heron Anderson, US-amerikanischer General (* 1821)
- 27. Juni: Wilhelm Laurop, deutscher Forstmann (* 1804)
- 000Juni: Alexander Cummings, US-amerikanischer Politiker (* 1810)

### Drittes Quartal
- 06. Juli: Henry Smart, englischer Organist und Komponist (* 1813)
- 06. Juli: Jakob Friedrich Reiff, deutscher Philosoph (* 1810)
- 09. Juli: Georg Aenotheus Koch, deutscher Altphilologe und Lexikograf (* 1802)
- 11. Juli: William Allen, US-amerikanischer Politiker (* 1803)
- 14. Juli: Auguste Barbereau, französischer Komponist (* 1799)
- 15. Juli: Johann Friedrich von Brandt, deutscher Naturforscher und Zoologe (* 1802)
- 16. Juli: Maria Theresia von Savoyen, Herzogin von Lucca und Herzogin von Parma (* 1803)
- 18. Juli: William Farquhar Barry, US-amerikanischer General (* 1818)
- 19. Juli: Louis Favre, Schweizer Ingenieur (* 1826)
- 20. Juli: Detlof Karsten, deutscher Jurist und Bürgermeister von Rostock (* 1787)
- 01. August: Wenzel Babinsky, böhmischer Räuber (* 1796)
- 01. August: August Geib, deutscher Lyriker, Buchhändler und Politiker (* 1842)
- 08. August: Immanuel Hermann Fichte, deutscher Theologe und Philosoph (* 1796)
- 15. August: Urs Viktor Vigier, Schweizer Jurist und Politiker (* 1814)
- 24. August: John C. Ten Eyck, US-amerikanischer Politiker (* 1814)
- 26. August: Josep Caixal i Estradé, Bischof von Urgell und Co-Fürst von Andorra (* 1803)
- 27. August: Rowland Hill, Reformator des englischen Postwesens (* 1795)
- 27. August: Henriette Nissen-Saloman, schwedische Opernsängerin (* 1819)
- 30. August: John Bell Hood, US-amerikanischer General im Bürgerkrieg (* 1831)
- 00. August: Alphonse Thys, französischer Komponist (* 1807)
- 02. September: Bernhard Becker, Schweizer evangelischer Geistlicher und Sozialpolitiker (* 1819)
- 05. September: Adolf Harleß, deutscher protestantischer Theologe (* 1806)
- 07. September: George Westermann, deutscher Verleger und Verlagsgründer (* 1810)
- 08. September: Johannes Amsinck, deutscher Kaufmann, Unternehmer und Mäzen (* 1792)
- 14. September: Bernhard von Cotta, deutscher Geologe (* 1808)
- 17. September: Eugène Viollet-le-Duc, französischer Architekt und Kunsthistoriker (* 1814)
- 23. September: Gustav von Epstein, österreichischer Bankier und Unternehmer (* 1828)
- 28. September: John Wise, US-amerikanischer Ballonfahrer (* 1808)
- 30. September: Francis Gillette, US-amerikanischer Politiker (* 1807)

### Viertes Quartal
- 08. Oktober: George Vickers, US-amerikanischer Politiker (* 1801)
- 13. Oktober: Henry Charles Carey, US-amerikanischer Nationalökonom (* 1793)
- 14. Oktober: Ferdinand Kürnberger, österreichischer Schriftsteller (* 1821)
- 15. Oktober: George Washington Patterson, US-amerikanischer Politiker (* 1799)
- 16. Oktober: Sergei Solowjow, russischer Geschichtsschreiber (* 1820)
- 16. Oktober: Karl Dernfeld, Bezirksbaumeister in Baden-Baden (* 1831)
- 21. Oktober: Adam Ney, deutscher Bildhauer (* 1800)
- 31. Oktober: Jacob Abbott, US-amerikanischer Jugendschriftsteller und Pädagoge (* 1803)
- 31. Oktober: Joseph Hooker, General der Nordstaaten im Amerikanischen Bürgerkrieg (* 1814)

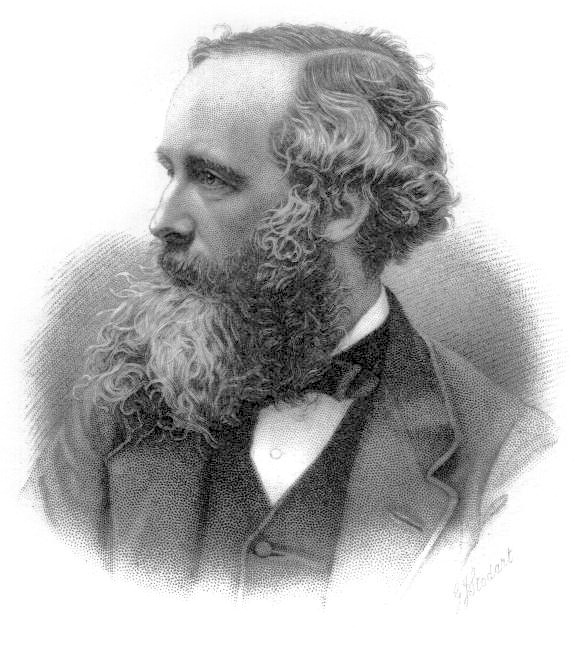
James Clerk Maxwell

- 05. November: James Clerk Maxwell, schottischer Physiker (* 1831)
- 11. November: Louis Désiré Besozzi, französischer Komponist, Organist und Pianist (* 1814)
- 12. November: Jakob Heine, deutscher Mediziner und Entdecker der spinalen Kinderlähmung (* 1800)
- 16. November: Benning W. Jenness, US-amerikanischer Politiker (* 1806)
- 18. November: Michel Chevalier, französischer Ökonom und Freihändler (* 1806)
- 19. November: Ryszard Wincenty Berwiński, polnischer Dichter (* 1817)
- 22. November: Edmund Strother Dargan, US-amerikanischer Politiker (* 1805)
- 23. November: Maria Caroline Gibert de Lametz, Fürstin von Monaco (* 1793)
- 26. November: Charles Spackman Barker, englischer Orgelbauer (* 1804)
- 02. Dezember: Peter Acklin, Schweizer Jurist, Journalist und Politiker (* 1821)
- 02. Dezember: Ferdinand Lindheimer, deutsch-US-amerikanischer Botaniker, Journalist und Verleger (* 1801)
- 07. Dezember: Jón Sigurðsson, isländischer Präsident (* 1811)
- 14. Dezember: Heinrich Christian Burckhardt, deutscher Forstmann (* 1811)
- 16. Dezember: Johann Eduard Wappäus, deutscher Geograph und Statistiker (* 1812)
- 18. Dezember: Johann Jakob Stehlin, Schweizer Politiker (* 1803)
- 26. Dezember: Jakob Imobersteg, Schweizer evangelischer Geistlicher, Heimatforscher und Dialektologe
- 31. Dezember: George S. Houston, US-amerikanischer Politiker (* 1811)

### Genaues Todesdatum unbekannt
- Ludwig Achenbach, badischer Jurist und Politiker (* 1812)
- Jules Anspach, belgischer Jurist und Politiker (* 1829)
- Pietro Musone, italienischer Komponist (* 1847)
- Minnie Walton, australisch-amerikanische Sängerin und Schauspielerin (* 1852)